# Abrest
Ne doit pas être confondu avec Brest.
Abrest (prononcer [abʁɛ]) est une commune française urbaine, située au sud-est du département de l'Allier, en région Auvergne-Rhône-Alpes.
La commune, située au sud de Vichy, s'étend sur les deux rives de l'Allier. Membre de la communauté d'agglomération Vichy Communauté, de l'unité urbaine et de l'aire d'attraction de Vichy, elle est peuplée de 2 927 habitants en 2022, appelés les Abrestois et les Abrestoises.

## Géographie

### Localisation
Abrest est située au sud-est[réf. nécessaire] du département de l'Allier, en région Auvergne-Rhône-Alpes, à la limite entre la Limagne bourbonnaise et la Montagne bourbonnaise, sur les deux rives de l'Allier. Elle est incluse dans l'unité urbaine, l'aire d'attraction, le bassin de vie et la zone d'emploi de Vichy, et fait partie du cœur urbain de l'ancienne communauté d'agglomération de Vichy Val d'Allier, devenue Vichy Communauté le 1er janvier 2017.
À vol d'oiseau, Abrest est située à 3,45 km au sud-sud-est de la sous-préfecture Vichy ; à 53 km au sud de Moulins, chef-lieu du département ; à 45 km au nord-est de Clermont-Ferrand ; et à 114 km à l'ouest-nord-ouest de Lyon, chef-lieu de région.

#### Communes limitrophes
Le territoire de la commune d'Abrest est limitrophe de sept autres communes : en rive gauche, Bellerive-sur-Allier, Brugheas et Hauterive ; en rive droite, Busset, Saint-Yorre, Le Vernet et Vichy.
| Bellerive-sur-Allier | Vichy                  | Le Vernet |
|                      | Abrest                 |           |
| Brugheas             | Hauterive, Saint-Yorre | Busset    |

### Géologie et relief

#### Géologie
La commune, située au nord du Massif central, est implantée sur deux types de formations géologiques : formations sédimentaires tertiaires en rive droite (calcaire et grès, voire sables et argiles) et formations alluviales quaternaires en rive gauche (sables, limons, calcaires et galets),.

#### Relief
La commune s'étend sur 1 046 hectares ou 10,46 km2. Son altitude varie de 253 mètres (au niveau des berges de l'Allier) à 430 mètres (sur le site des Hurlevents, à la limite avec Le Vernet), sur les contreforts de la montagne bourbonnaise où le relief est plus marqué qu'en rive gauche.

### Hydrographie

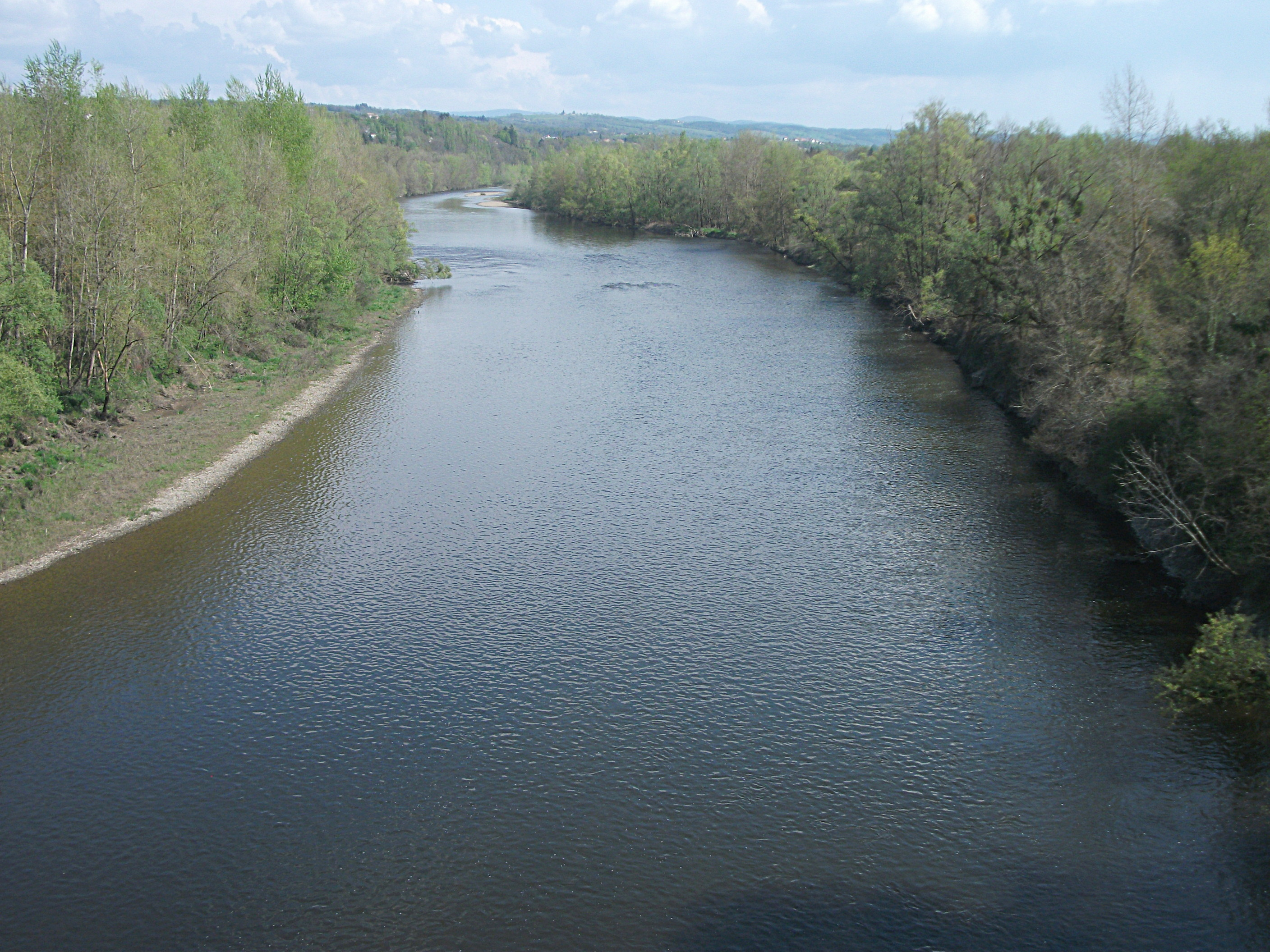
Rivière Allier depuis la passerelle ferroviaire, vers l'amont, en 2019.

Le territoire de la commune est situé sur les deux rives de l'Allier, qui coule du sud vers le nord. C'est la seule commune de l'agglomération de Vichy qui s'étend « sur deux côtés de la rivière à cause de la divagation historique de l'Allier ». Néanmoins, aucun pont routier ne relie la rive droite à la rive gauche,, même si le viaduc ferroviaire d'Abrest, construit au XXe siècle avec la ligne de Vichy à Riom, comporte une passerelle pour piétons.
La vallée de l'Allier, plus large en amont à la sortie du département du Puy-de-Dôme, se rétrécit au passage sur le territoire communal, ne mesurant plus que 500 mètres de large, « contrainte par les premiers contreforts de la Montagne bourbonnaise ». Entre Abrest et Vichy, le faible dénivelé « a favorisé le développement de la rivière sous forme de méandre ». On y retrouve les boires, bras morts de la rivière, dont la boire Pierre Talon, d'une superficie de sept hectares. Les étangs de la Boire ont été créés à la suite de la constitution de gravières, inexploitées depuis plusieurs décennies. La presqu'île de la Croix Saint-Martin a été créée pour permettre l'installation des puits de captage de la ville de Vichy.
Trois affluents se jettent sur le territoire de la commune, lesquels appartiennent à la zone hydrographique de l'Allier du ruisseau de la Merlaude au Sichon de l'amont vers l'aval :
- en rive droite, le ruisseau « de Coupe Gorge », long de 3,6 km, prend sa source à Busset[9] ;
- en rive gauche, le ruisseau « du Ruel » ou « des Gouttes », long de 4,3 km, prenant sa source à Brugheas[10] et se jetant dans la boire Talon[Diag 7]. Son tracé est canalisé le long de la rue de la Tour[Diag 7] ;
- en rive gauche, le ruisseau « de la Rama » et long de 3,9 km, prenant aussi sa source à Brugheas[11].

### Climat
Pour des articles plus généraux, voir Climat d'Auvergne-Rhône-Alpes et Climat de l'Allier.
En 2010, le climat de la commune est de type climat océanique dégradé des plaines du Centre et du Nord, selon une étude du CNRS s'appuyant sur une série de données couvrant la période 1971-2000. En 2020, Météo-France publie une typologie des climats de la France métropolitaine dans laquelle la commune est exposée à un climat de montagne ou de marges de montagne et est dans la région climatique Nord-est du Massif Central, caractérisée par une pluviométrie annuelle de 800 à 1 200 mm, bien répartie dans l’année.
Pour la période 1971-2000, la température annuelle moyenne est de 11,1 °C, avec une amplitude thermique annuelle de 16,1 °C. Le cumul annuel moyen de précipitations est de 827 mm, avec 9,9 jours de précipitations en janvier et 7,5 jours en juillet. Pour la période 1991-2020, la température moyenne annuelle observée sur la station météorologique de Météo-France la plus proche, « Vichy-Ville », sur la commune de Vichy à 3 km à vol d'oiseau, est de 12,7 °C et le cumul annuel moyen de précipitations est de 799,6 mm,. Pour l'avenir, les paramètres climatiques de la commune estimés pour 2050 selon différents scénarios d'émission de gaz à effet de serre sont consultables sur un site dédié publié par Météo-France en novembre 2022.
| Mois                                  | jan.             | fév.            | mars           | avril         | mai           | juin         | jui.          | août           | sep.           | oct.            | nov.          | déc.            | année      |
| ------------------------------------- | ---------------- | --------------- | -------------- | ------------- | ------------- | ------------ | ------------- | -------------- | -------------- | --------------- | ------------- | --------------- | ---------- |
| Température minimale moyenne (°C)     | 1,6              | 1,4             | 3,8            | 6,3           | 10,1          | 13,6         | 15,4          | 15             | 11,5           | 8,8             | 4,6           | 2,1             | 7,9        |
| Température moyenne (°C)              | 4,5              | 5,3             | 8,9            | 11,8          | 15,7          | 19,4         | 21,5          | 21,3           | 17,2           | 13,2            | 8,1           | 5,1             | 12,7       |
| Température maximale moyenne (°C)     | 7,5              | 9,2             | 14             | 17,4          | 21,3          | 25,2         | 27,6          | 27,5           | 22,9           | 17,7            | 11,5          | 8,1             | 17,5       |
| Record de froid (°C) date du record   | −21,5 05.01.1971 | −19 05.02.1963  | −12,9 01.03.05 | −5 06.04.1975 | −2 07.05.1957 | 0 03.06.1962 | 5 24.07.1968  | 1,2 26.08.1966 | 1,8 20.09.1962 | −6,9 30.10.1997 | −9 24.11.1998 | −17 25.12.1962  | −21,5 1971 |
| Record de chaleur (°C) date du record | 19,1 01.01.23    | 25,2 28.02.1960 | 28,1 31.03.21  | 31,4 30.04.05 | 34,6 28.05.17 | 41 27.06.19  | 41,3 31.07.20 | 40,5 12.08.03  | 35,9 10.09.23  | 32,5 02.10.23   | 24 01.11.1968 | 20,3 16.12.1989 | 41,3 2020  |
| Précipitations (mm)                   | 53,3             | 42,8            | 44,9           | 67,9          | 83,5          | 75,7         | 73,3          | 83,9           | 69,6           | 75,9            | 73,6          | 55,2            | 799,6      |

### Paysages
Le territoire de l'ancienne communauté d'agglomération de Vichy Val d'Allier se compose de trois entités paysagères entre les coteaux du val d'Allier vichyssois à l'ouest et les monts de la Madeleine à l'est. Entre ces deux entités, le val d'Allier constitue, à elle seule, une unité paysagère pour le territoire communal. Il comprend « les terrains alluvionnaires quaternaires sur les deux rives de l'Allier ». La pente très faible oblige le cours d'eau à former des méandres.
En rive droite, les coteaux de la montagne bourbonnaise ferment le val d'Allier. Ils sont marqués par la présence d'une tour hertzienne de télécommunications, installée depuis 1975 à cheval avec la commune voisine du Vernet.
La côte Saint-Amand se situe à cheval avec la commune du Vernet ; c'est l'un des deux espaces naturels sensibles de la communauté d'agglomération.

### Milieux naturels et biodiversité

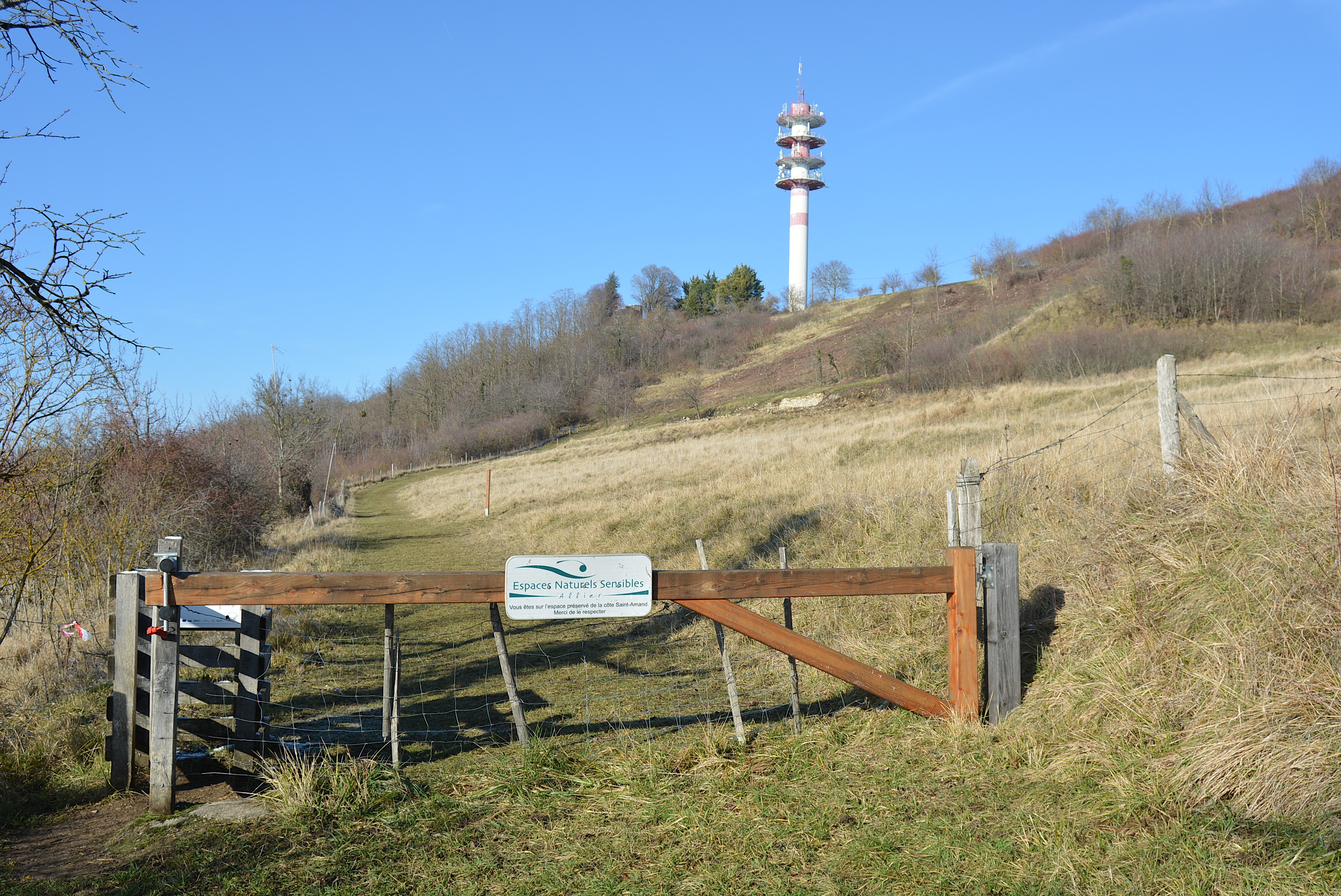
L'espace naturel sensible de la Côte Saint-Amand avec la tour de télécommunications en arrière-plan.

La commune fait partie de l'espace protégé d'intérêt communautaire « Val d'Allier Sud » et de la ZNIEFF 1 « Val d'Allier entre Vichy et Mariol ».
L'espace naturel sensible de la Côte Saint-Amand, autre ZNIEFF, domine la commune. Situé à cheval avec la commune voisine du Vernet,, et s'étendant sur 85 hectares sur les deux communes, il repose sur des pelouses calcicoles sèches, où les coteaux sont laissés à l'abandon. On y retrouve notamment :
- insectes : thècle du prunier (Satyrium pruni) ;
- oiseaux : pie-grièche écorcheur (Lanius collurio) ;
- plantes : adonis d'automne (Adonis annua), Épipactis du Rhône (Epipactis rhodanensis) ou Ophrys mouche (Ophrys insectifera).

## Urbanisme

### Typologie
Au 1er janvier 2024, Abrest est catégorisée ceinture urbaine, selon la nouvelle grille communale de densité à 7 niveaux définie par l'Insee en 2022.
Elle appartient à l'unité urbaine de Vichy, une agglomération intra-départementale dont elle est une commune de la banlieue. Par ailleurs la commune fait partie de l'aire d'attraction de Vichy, dont elle est une commune de la couronne. Cette aire, qui regroupe 50 communes, est catégorisée dans les aires de 50 000 à moins de 200 000 habitants,.

### Occupation des sols

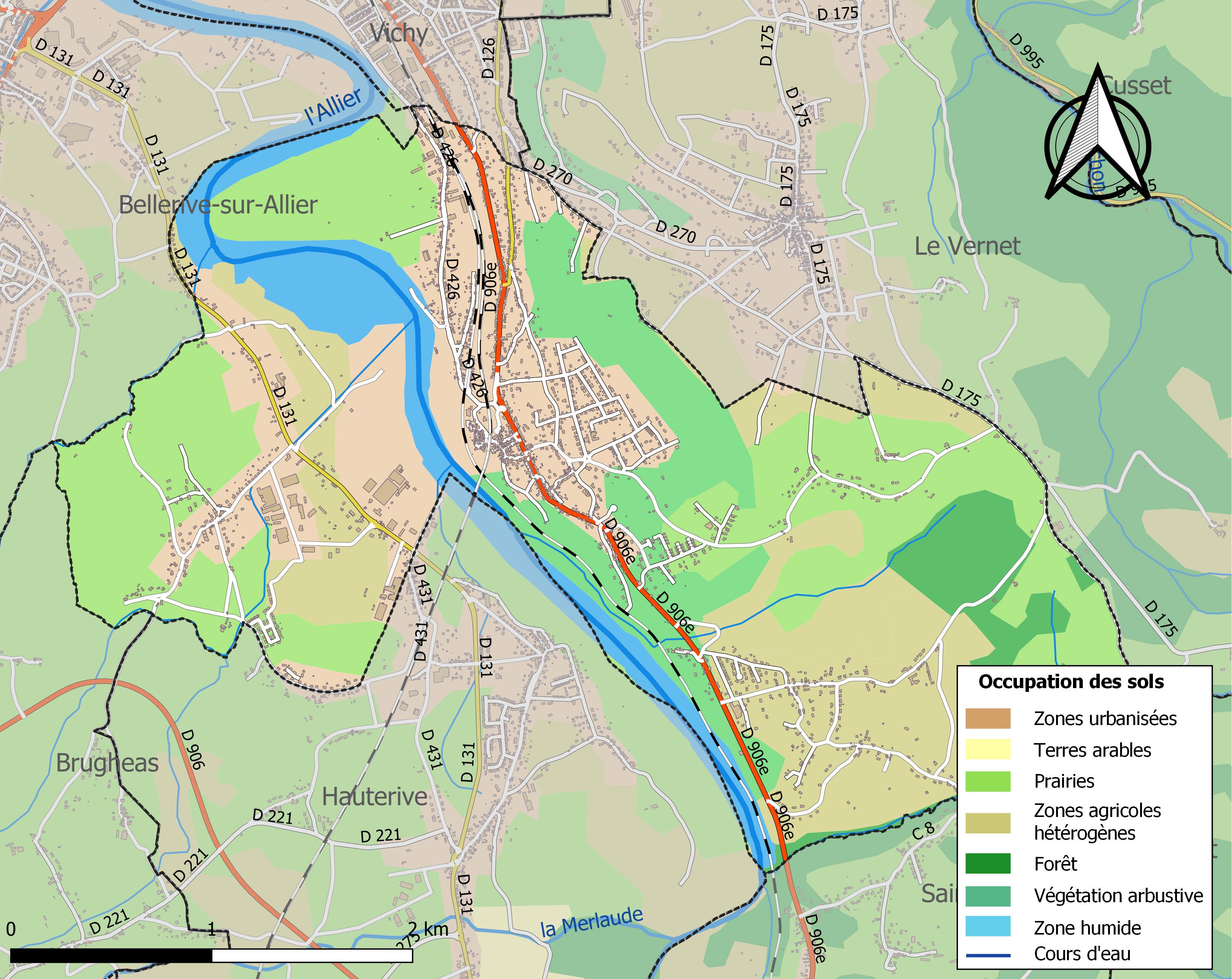
Carte des infrastructures et de l'occupation des sols de la commune en 2018 (CLC).

L'occupation des sols de la commune, telle qu'elle ressort de la base de données européenne d’occupation biophysique des sols Corine Land Cover (CLC), est marquée par l'importance des territoires agricoles (51,2 % en 2018), en diminution par rapport à 1990 (52,1 %). La répartition détaillée en 2018 est la suivante : prairies (29,9 %), zones agricoles hétérogènes (21,9 %), zones urbanisées (19,7 %), milieux à végétation arbustive et/ou herbacée (11,5 %), eaux continentales (7,6 %).
L'IGN met par ailleurs à disposition un outil en ligne permettant de comparer l’évolution dans le temps de l’occupation des sols de la commune (ou de territoires à des échelles différentes). Plusieurs époques sont accessibles sous forme de cartes ou photos aériennes : la carte de Cassini (XVIIIe siècle), la carte d'état-major (1820-1866) et la période actuelle (1950 à aujourd'hui).
Sur les 1 046 hectares de superficie, 201,8 sont dédiés aux espaces habités et 24,1 le sont pour les espaces économiques.

### Lieux-dits, hameaux et écarts
Les principaux lieux-dits de la commune sont :
- en rive droite : Les Dollots (au sud), Les Graviers (au nord) et Quinssat (à l'est), mais aussi les Biernets, les Jacquets, Lavin, les Rémondins et les Séjournins[Diag 4] ;
- en rive gauche : La Tour (à l'ouest), les Sables, la Sablière[Diag 4].

### Morphologie urbaine
La commune se situe dans le cœur urbain de la communauté d'agglomération.

#### Rive droite
Le centre-bourg est situé en rive droite. Le bourg ancien se caractérise par un habitat groupé et dense, avec des constructions comprenant peu d'espaces extérieurs. Son étendue est limitée par la rivière Allier et la route départementale 906e, où sur cet axe, une urbanisation linéaire s'est développée depuis les années 1960 (que l'on retrouve aussi le long de la RD 426, contrainte par un plan de prévention du risque inondation, et le long de la RD 126). Cette continuité d'urbanisation peut être interrompue (dents creuses), révélant des zones d'observation du val d'Allier.
Le centre-bourg a été modernisé à la fin des années 2000. La première tranche d'un contrat communal d'aménagement de bourg (CCAB) a permis à la commune de réaliser, entre 2008 et 2010, le réaménagement de la route principale, qui s'appelait encore la RD 906, ainsi que des abords du centre-ville accompagnés d'aménagements paysagers (rénovation des accès à la mairie, de la salle polyvalente, création d'espaces de stationnement). Un autre CCAB, signé en juin 2014, a mené à la sécurisation de l'accès à l'école élémentaire dans le quartier des Biernets (1 244 000 € hors taxes),, avec un nouveau carrefour giratoire, un parking de quarante places et le prolongement d'une zone 30 déjà existante.

Aperçu d'aménagements réalisés à l'issue des CCAB
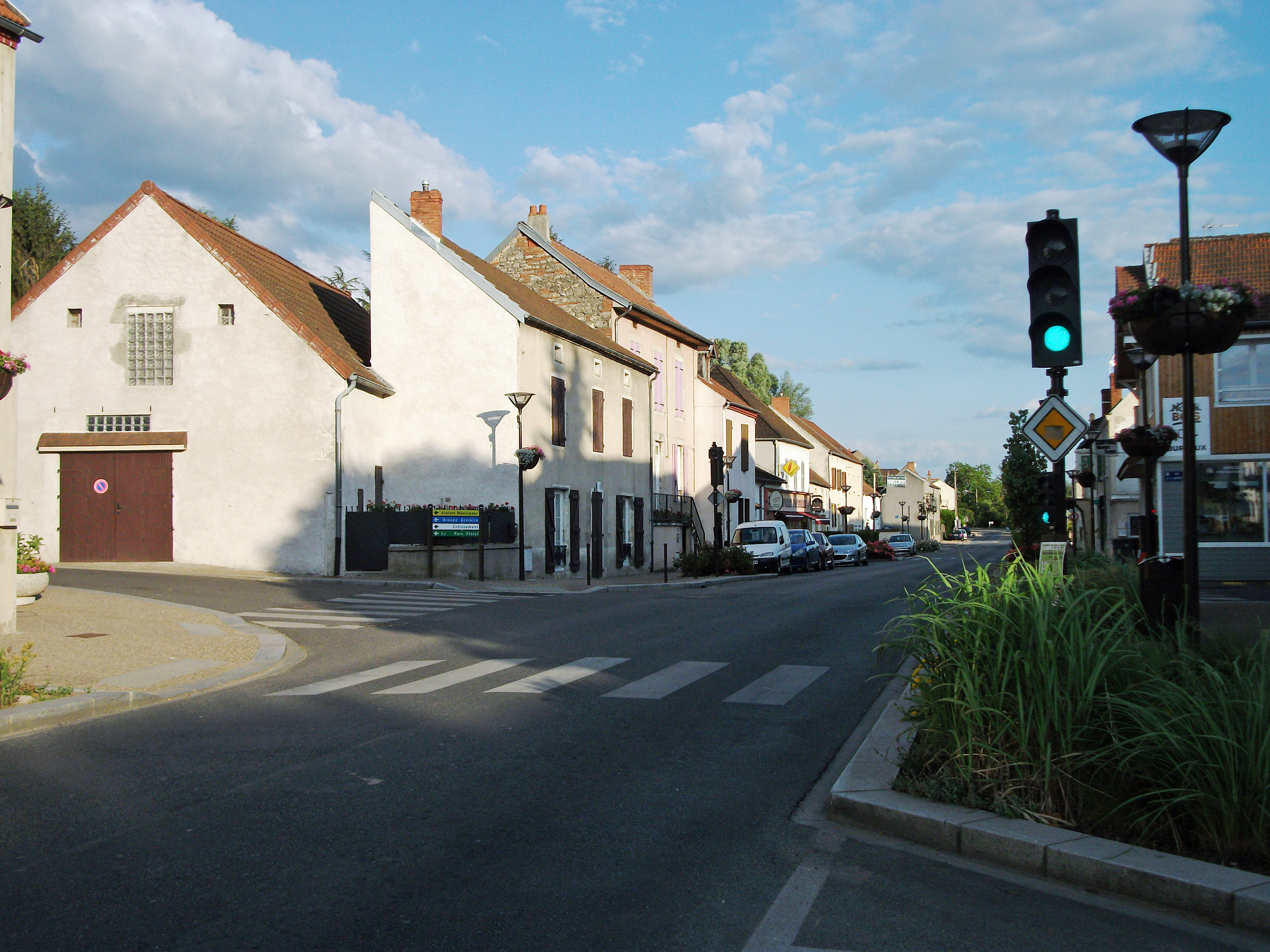
Début de l'avenue de Thiers en 2014.
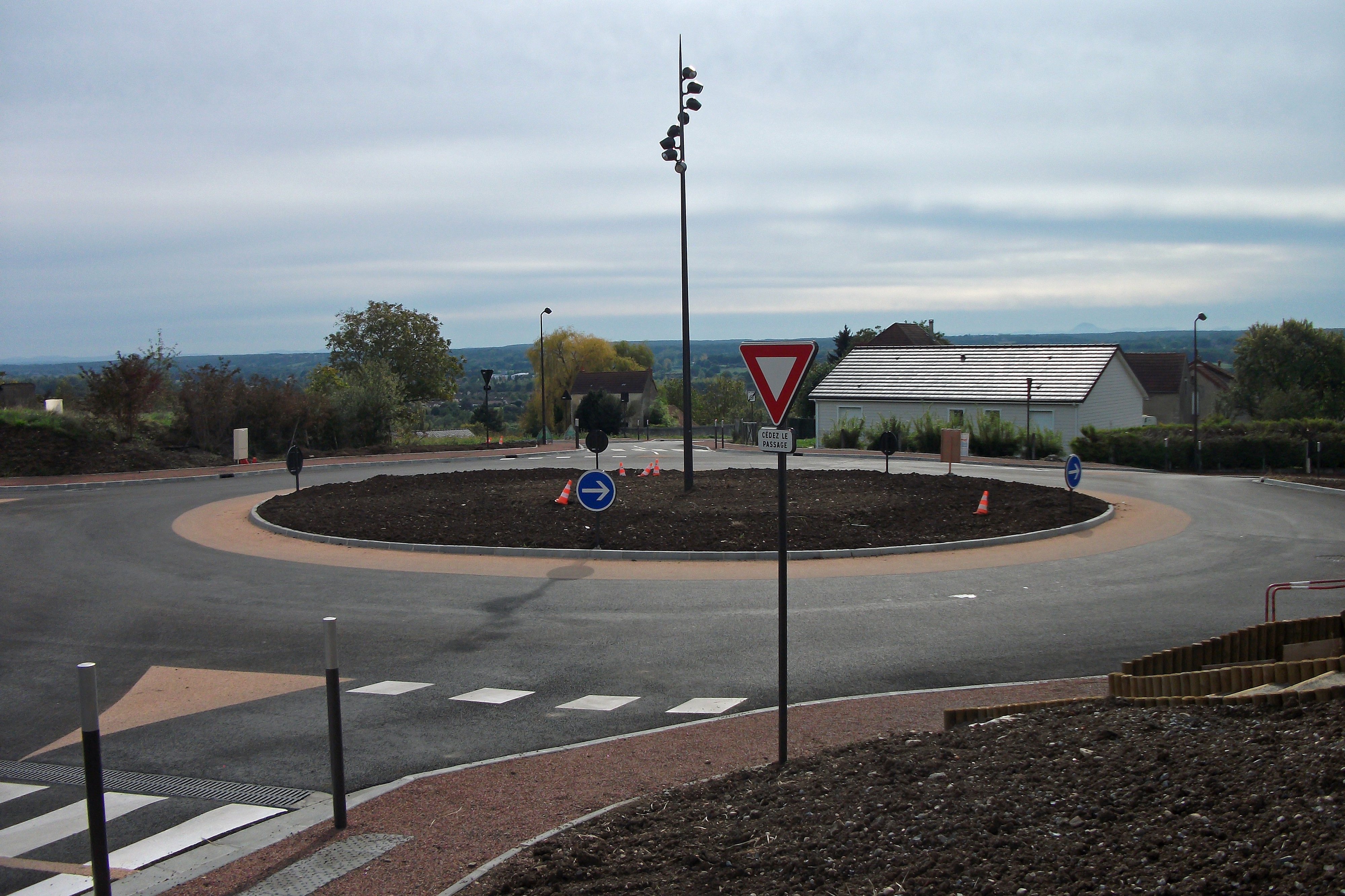
Nouveau carrefour giratoire.
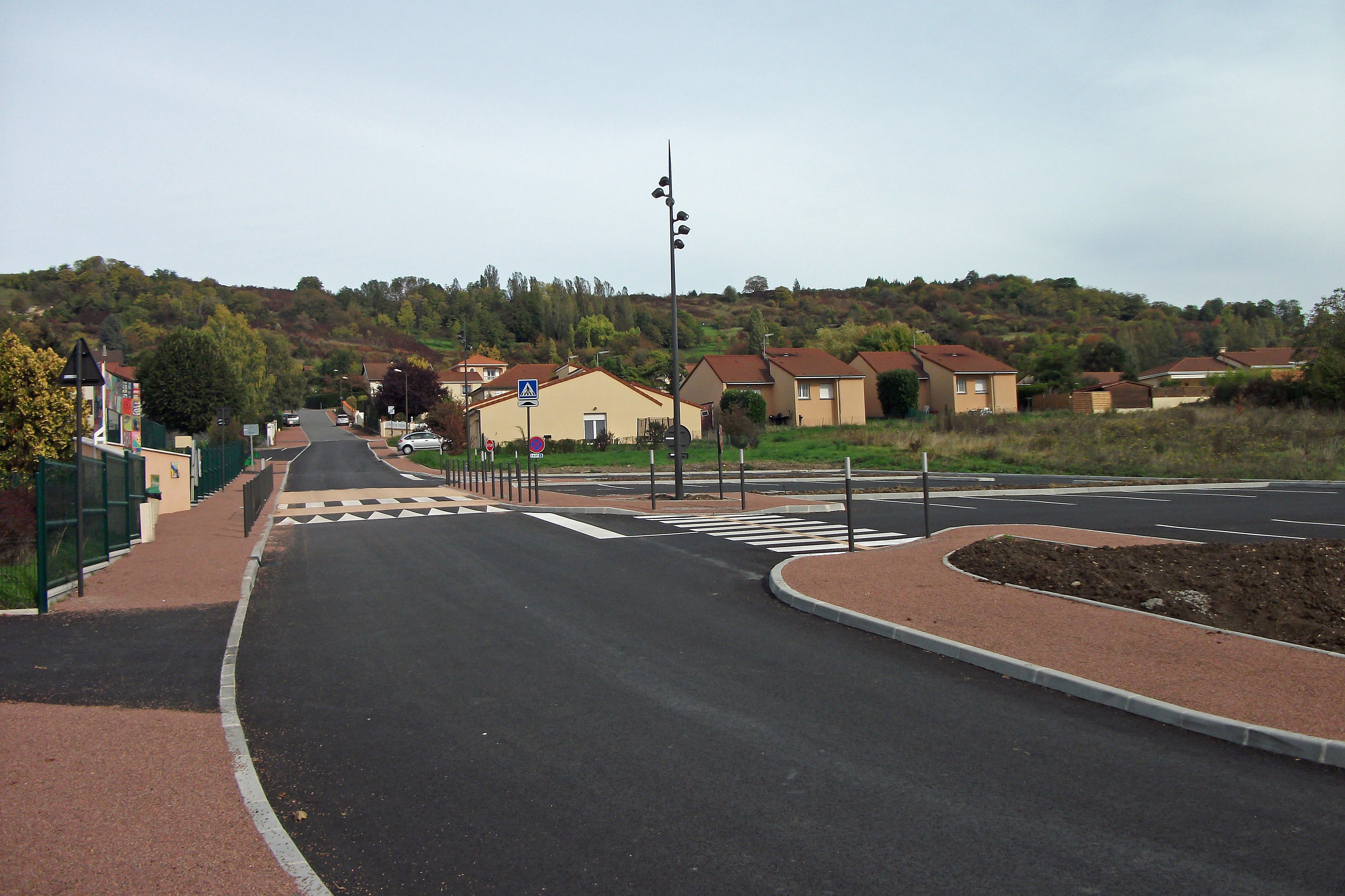
Rue du Treuil rénovée en octobre 2015.

Au sud-est de la commune, les lieux-dits des Chaussins, des Dollots, des Jacquets et des Rémondins ont vu se développer des zones d'habitat autour des hameaux isolés.

#### Rive gauche

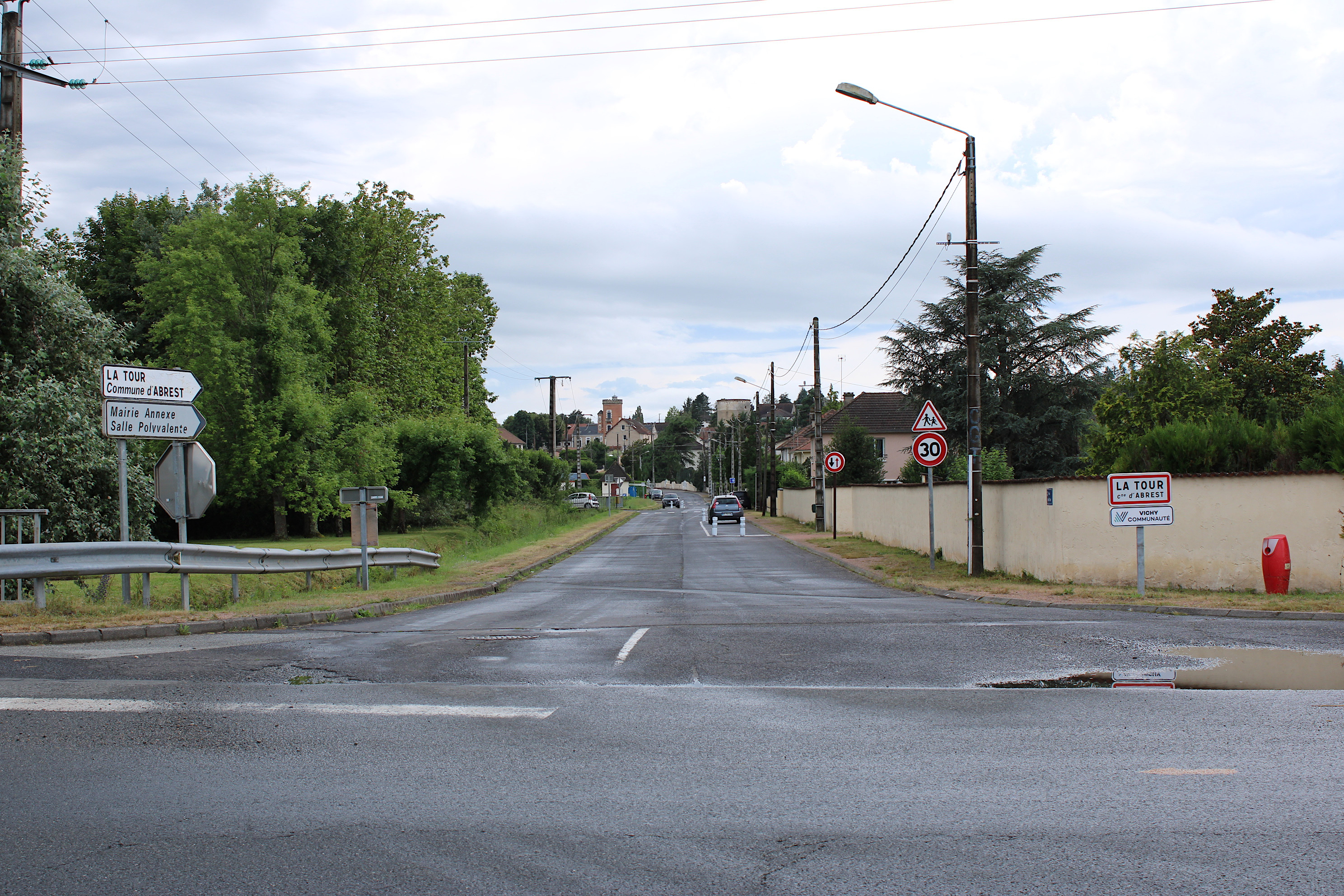
La rue de la Tour, en rive gauche.

La principale route d'accès à la rive gauche d'Abrest est la route d'Hauterive (route départementale 131). Elle est marquée par la présence d'une zone d'activités économiques, la zone d'activités de la Tour, gérée par Vichy Communauté.
La Tour est le principal lieu-dit de la rive gauche d'Abrest. La rue de la Tour présente un urbanisme linéaire, sans dents creuses.
Vers le nord, le secteur de la Boire comprend quelques habitations le long de la RD 131, sans possibilité d'extension car en zone inondable.

### Logement
En 2021, la commune comptait 1 495 logements, contre 1 395 en 2015 et 1 300 en 2010. Parmi ces logements, 88,7 % étaient des résidences principales, 1,7 % des résidences secondaires et 9,6 % des logements vacants. Ces logements étaient pour 92,3 % d'entre eux des maisons individuelles et pour 7,1 % des appartements.
La proportion des résidences principales, propriétés de leurs occupants était de 82,0 %, en hausse sensible par rapport à 2015 (81,4 %) et stable par rapport à 2010 (82,0 %). La part de logements HLM loués vides était de 4,8 % (contre 4,1 % en 2015 et 4,6 % en 2010).
La communauté d'agglomération Vichy Communauté a élaboré un programme local de l'habitat (PLH), approuvé le 5 décembre 2019 et valable pour la période 2020-2025, qui fixe quatre orientations (reconquête de l'habitat en centre-bourg, adaptation et diversification de l'habitat pour répondre aux besoins des habitants, promotion d'un habitat durable et performant, animation, mise en œuvre et évaluation de la politique de l'habitat). Abrest fait partie du cœur urbain de l'intercommunalité, dont les besoins sont de 90 % de constructions neuves (50 % sur terrains nus et 40 % après démolition). Pour la commune, les besoins en résidences principales sont de 55 constructions neuves sur terrains nus, 44 constructions neuves après démolition et la remise sur le marché de onze logements vacants. La consommation foncière prévue par ce PLH est de 3,6 hectares.
Abrest n'est pas concernée par l'obligation de disposer de 20 % de logements sociaux, l'article 55 de la loi SRU ne s'appliquant qu'aux communes de plus de 3 500 habitants. Pour la période 2020-2025, le besoin est évalué à 30 logements (9 sur terrain nu, 8 sur terrain après démolition, 7 après remise sur le marché de logements vacants et 6 après convention avec l'ANAH).

### Planification de l'aménagement
La loi SRU du 13 décembre 2000 a incité fortement les communes à se regrouper au sein d'un établissement public, pour déterminer les parties d'aménagement de l'espace au sein d'un schéma de cohérence territoriale (SCoT), un document essentiel d'orientation stratégique des politiques publiques à une grande échelle. La commune est incluse dans le SCoT de Vichy Communauté, approuvé sur le périmètre de l'ancienne communauté d'agglomération de Vichy Val d'Allier le 18 juillet 2013 et révisé en juin 2019.
Le plan local d'urbanisme a été approuvé par une décision du conseil communautaire de Vichy Communauté le 16 novembre 2017 et modifié par une délibération du 8 juillet 2021. Il remplace le plan d'occupation des sols approuvé le 18 janvier 1985 et modifié à plusieurs reprises.

### Projets d'aménagement
En 2023, le conseil municipal d'Abrest a présenté un projet de « reconquête » du centre-bourg, dans le cadre du programme AGIR 2035 proposé par Vichy Communauté. Il se concrétise, dans la commune, par la rénovation de logements communaux et de la requalification de la maison des associations (jusqu'en 2027), pour un montant de plus de 1,11 million d'euros, avec des subventions de l'État, de la région Auvergne-Rhône-Alpes, du département de l'Allier et de Vichy Communauté. Il prévoit l'aménagement d'une place avec la construction d'une nouvelle pharmacie et la création d'un espace arboré.

### Voies de communication et transports

#### Voies routières
La commune est traversée par la route départementale (RD) 906e, reliant Thiers (32 km) et Saint-Yorre (5 km) au sud à Vichy (3 km) au nord. Jusqu'en 2015, cette route s'appelait la RD 906, issue du déclassement de la route nationale 106.
Le territoire communal est traversé par d'autres routes départementales :
- en rive droite, la RD 126 (avenue de Cusset) dessert le quartier de la Cascade ; la RD 426 (avenue des Graviers) dessert le camping de la Croix Saint-Martin et coupe à niveau la ligne de Saint-Germain-des-Fossés à Darsac. Les RD 175 et 270 partagent une frontière communale avec Le Vernet ;
- en rive gauche, la RD 131 (route d'Hauterive) dessert les lieux-dits des Sablières, de la Tour et des Sables.

Entrées de l'agglomération d'Abrest depuis Vichy
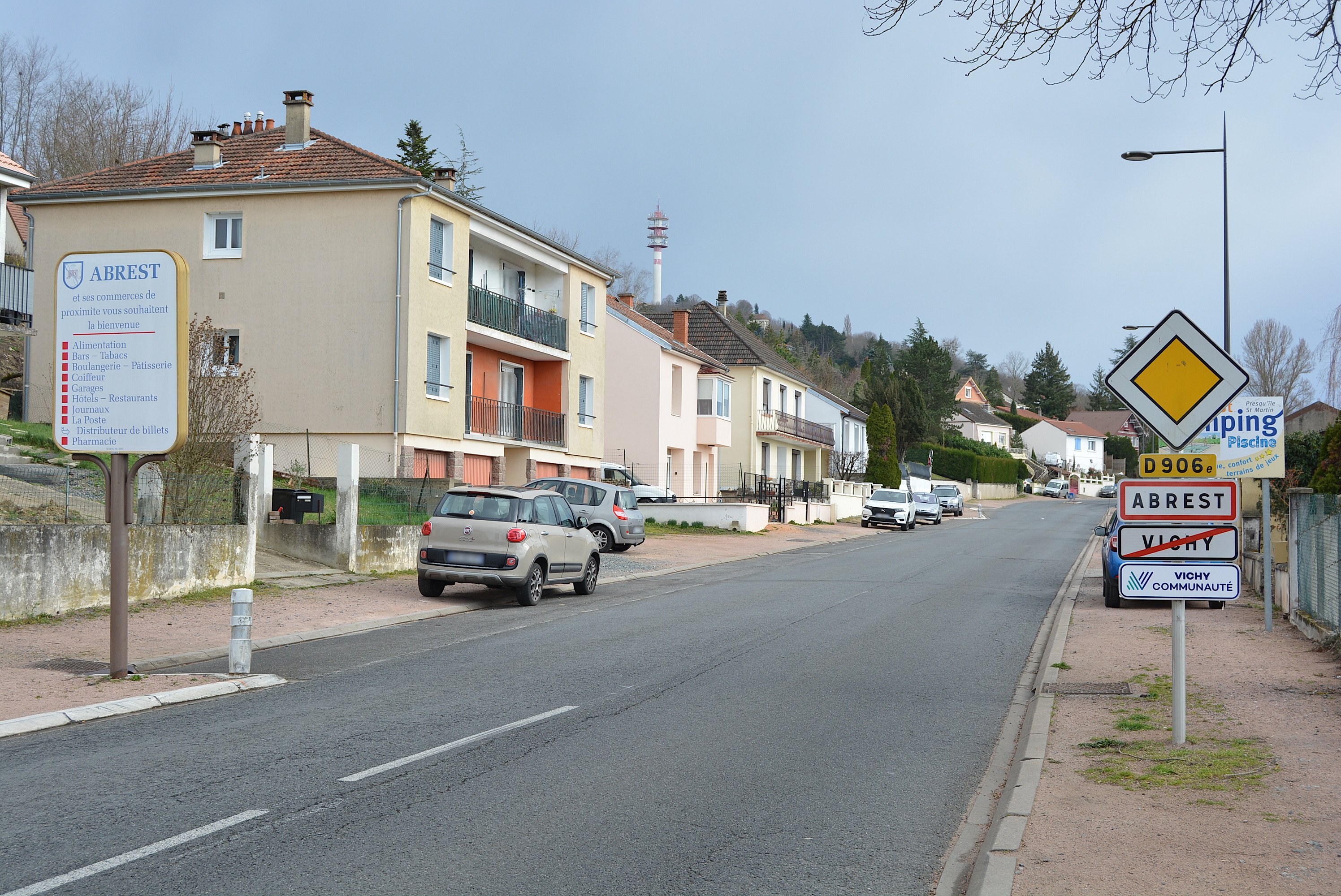
Avenue de Vichy (D 906e).
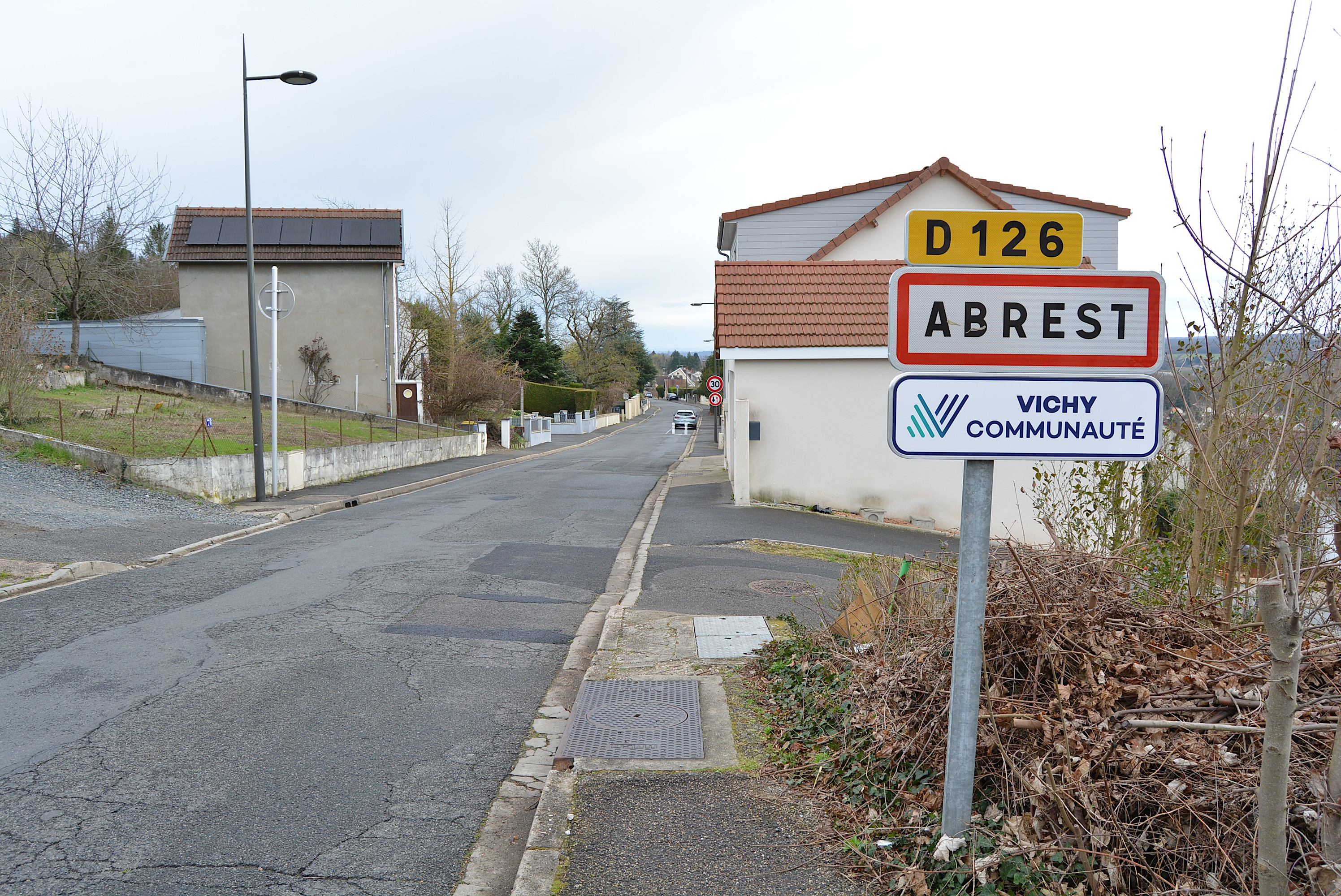
Avenue de Cusset (D 126).
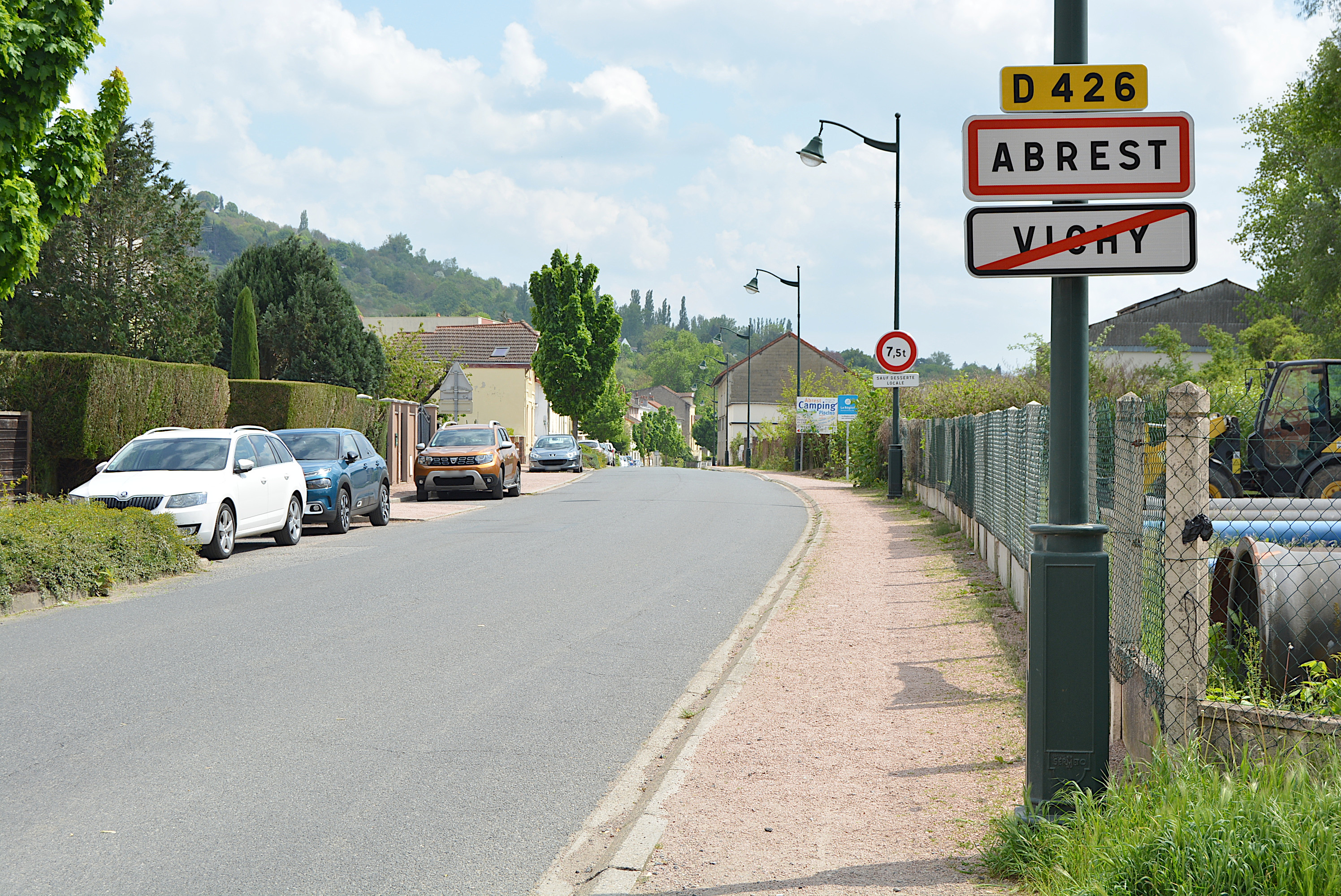
Avenue des Graviers (D 426).

Les autoroutes les plus proches sont l'autoroute A719, accessible à 9 km par la route via Vichy et Bellerive-sur-Allier, et l'A89, à 30 km par la route en direction de Saint-Yorre, peut être empruntée à Thiers.
Un contournement de l'agglomération de Vichy par le sud-ouest est mis en service le 2 février 2016 afin de réduire le trafic de transit, qui est depuis interdit à la suite d'un arrêté conjoint pris avec la ville de Saint-Yorre.
Il n'existe aucun franchissement routier de la rivière Allier sur le territoire communal. La liaison entre les deux rives de l'Allier nécessite :
- soit de passer en amont, par Saint-Yorre, le pont des Sources et Hauterive ;
- soit de passer en aval, par Vichy, le pont de Bellerive (devenu le pont Jacques-Chirac en 2023) et Bellerive-sur-Allier.

#### Aménagements cyclables
Le département de l'Allier a balisé un itinéraire cyclable empruntant la route départementale 131, sur l'axe de Vichy à Randan par Hauterive. Il existe également un autre itinéraire empruntant la D 426 et le viaduc d'Abrest.
En 2020, la communauté d'agglomération Vichy Communauté a réalisé la voie verte Via Allier, voie de 27 km de long reliant Billy à Saint-Yorre, et traversant le territoire communal en rive gauche, ainsi que les boucles des Sources (12 km, vers Saint-Yorre ou Hauterive par la passerelle SNCF) et des Isles (12,7 km, vers Vichy ou Hauterive et Bellerive-sur-Allier par la passerelle).

#### Transport en commun

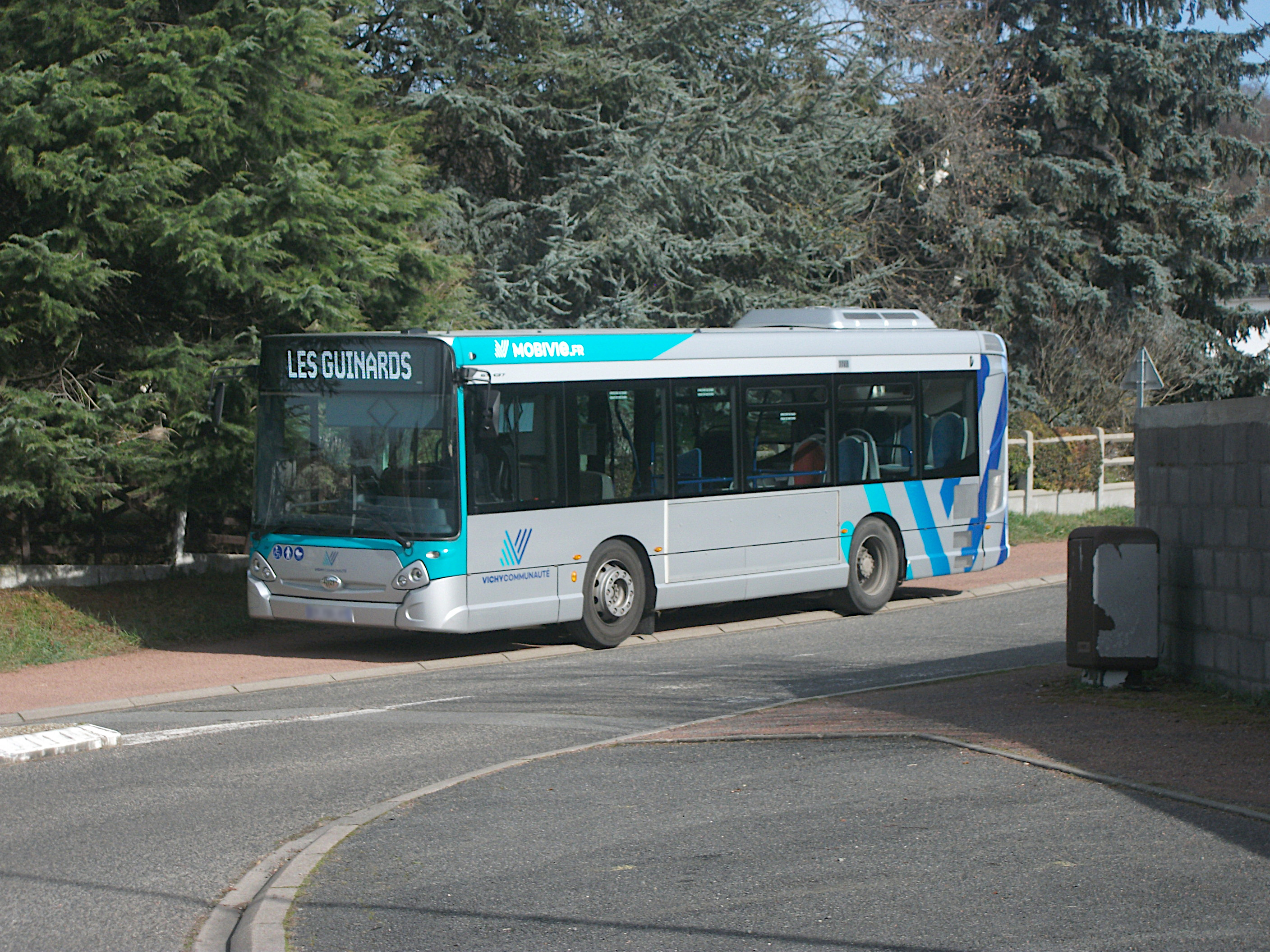
Un bus de la ligne D au terminus Les Biernets, en février 2020.

Abrest est desservie par deux des huit lignes du réseau de transport en commun MobiVie :
- la ligne D, desservant la rive droite (camping, stade, château, mairie, quartier des Biernets), à raison de six allers et sept retours par jour vers Vichy (du lundi au samedi, aux heures de pointe du matin, du midi et du soir) ;
- la ligne G, desservant la rive gauche (quartiers des Sablières, de la Tour et des Sables), à raison de cinq allers et retours par jour (du lundi au vendredi aux heures de pointe du matin, du midi et du soir).

Cette desserte est complétée par un service de transport à la demande (MobiVie sur mesure), où des correspondances sont possibles avec les lignes B et D en rive droite (vers Vichy), C en rive gauche (vers Bellerive-sur-Allier).
La commune est également desservie par deux lignes du réseau interurbain Cars Région Puy-de-Dôme, géré par la région Auvergne-Rhône-Alpes :
- la ligne P03 (Vichy – Thiers – Pont-de-Dore – Ambert – Arlanc) ;
- la ligne P55 (Vichy – Ris – Puy-Guillaume).

#### Transport ferroviaire

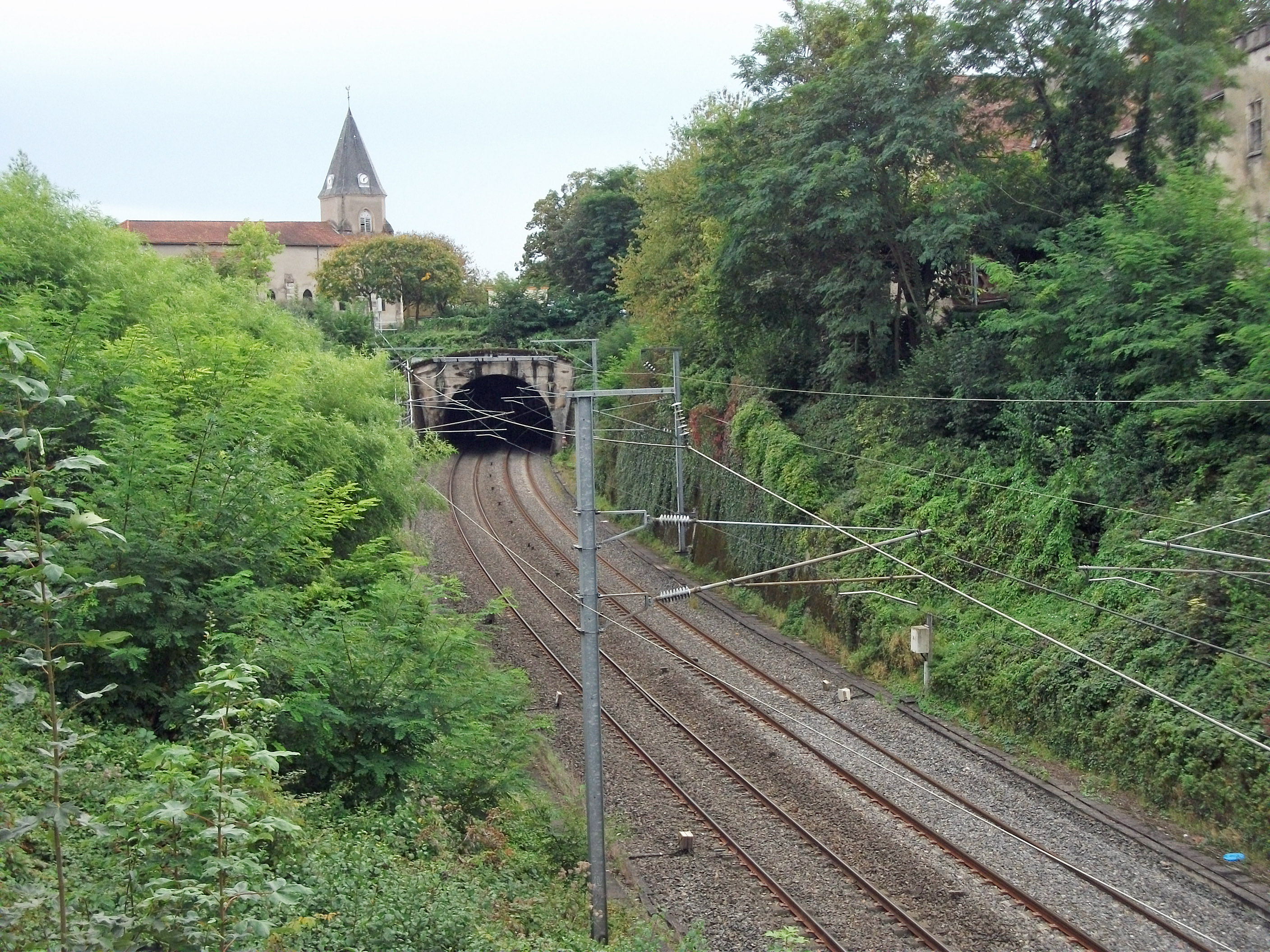
Les trains passent sous le bourg.

Deux lignes ferroviaires passent par la commune :
- la ligne de Saint-Germain-des-Fossés à Darsac (trafic fret uniquement) ;
- la ligne de Vichy à Riom, partie de la ligne de Paris à Clermont-Ferrand (trafic voyageurs et fret), qui passe sous le bourg par un tunnel d'une centaine de mètres puis se prolonge sur un viaduc franchissant l'Allier, le viaduc d'Abrest. La gare la plus proche est celle de Vichy, desservie par des trains en direction de Paris-Bercy, Moulins, Lyon ou Clermont-Ferrand.

### Énergie

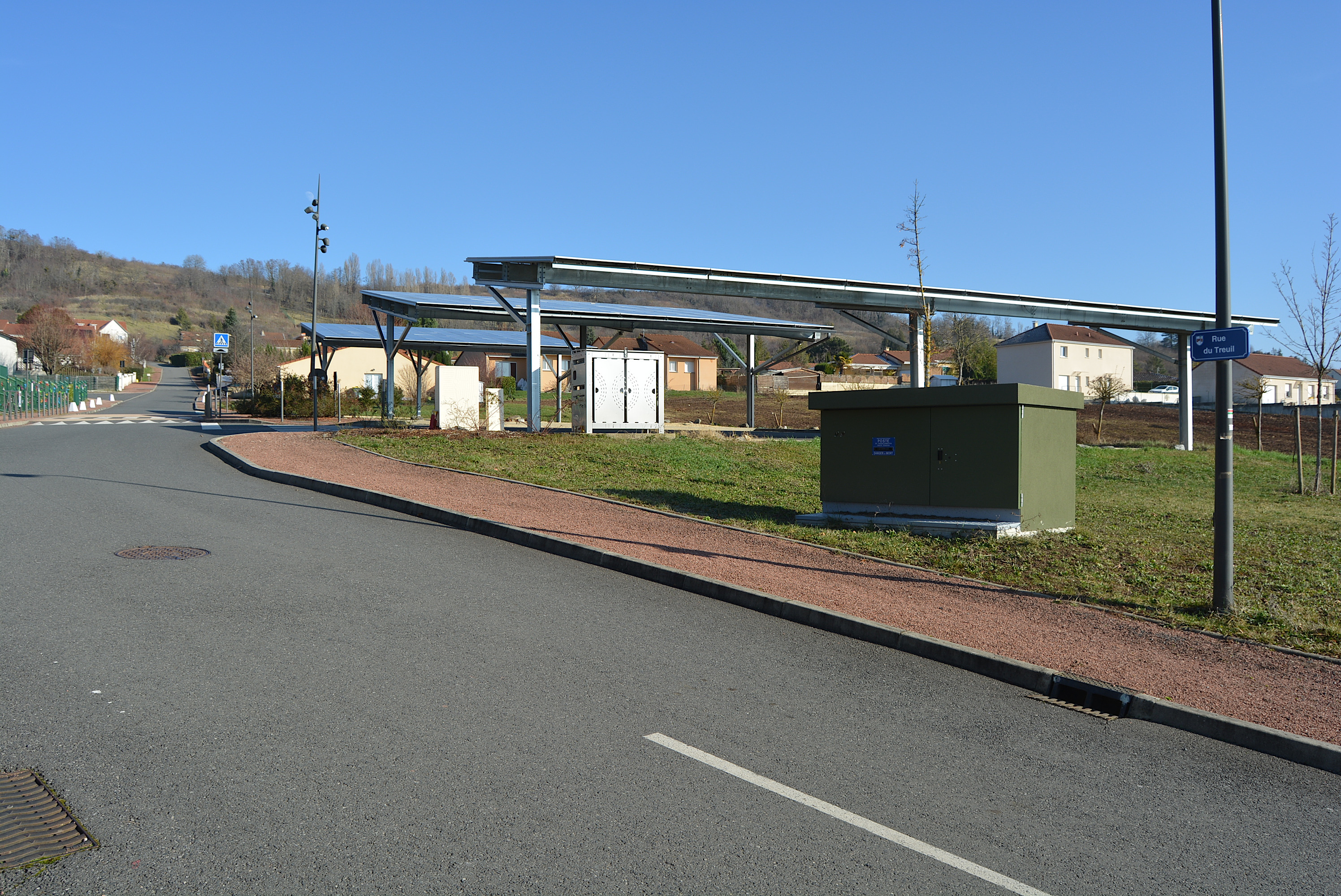
Des panneaux photovoltaïques sont installés sur ce parking depuis 2021.

La communauté d'agglomération Vichy Communauté, labellisée Territoire à énergie positive pour la croissance verte en 2017, a élaboré un plan climat-air-énergie territorial adopté par une délibération du conseil communautaire du 2 décembre 2021, et qui fixe six objectifs à l'horizon 2050, tels que la réduction des émissions de gaz à effet de serre de 69 % et des consommations énergétiques de 52 % (par rapport à 2015), dans le but d'atteindre l'autonomie énergétique.
Les alluvions de la rivière Allier sont la seule formation aquifère connue sur l'ancien territoire de Vichy Val d'Allier ; son épaisseur de 4 à 5 mètres et sa température de 12 °C permettent son exploitation pour la géothermie.
Le potentiel des énergies de récupération des sources thermales du bassin de Vichy est évalué à 2 MW sur les neuf sources exploitées par la Compagnie de Vichy en 2015. Les deux situées sur le territoire communal d'Abrest, les sources du Dôme et du Lys, présentent un potentiel assez faible (inférieur à 100 kW).

### Risques naturels et technologiques
Le territoire de la commune d'Abrest est vulnérable à différents aléas naturels : inondation, mouvement de terrain, retrait-gonflement des argiles et séisme (sismicité faible). Il est également exposé à trois risques technologiques (rupture de barrage, transport de matières dangereuses et risque industriel) et à un risque particulier (radon).

#### Risques naturels
Certaines parties du territoire communal sont susceptibles d'être affectées par le risque d'inondation par débordement de cours d'eau, notamment l'Allier et le ruisseau du Ruel. La commune a été reconnue en état de catastrophe naturelle au titre des dommages causés par les inondations et coulées de boue survenues en 1982, 1987, 1999, 2003 et 2022. Une grande partie de la rive gauche de la commune est concernée par ce risque ; par ailleurs, toute exploitation de carrière est interdite. La commune a connu plusieurs crues : dix d'entre elles ont atteint une hauteur supérieure à trois mètres (celle de 1866, relevée à 4,06 m, est la crue de référence) ; la dernière notable remonte à décembre 2003. Plus localement, le Ruel a causé des inondations les 29, 30 octobre 2004 et 16 avril 2005. La rupture du barrage de Naussac, en Lozère, constitue un risque majeur pour les communes situées en aval du barrage. Un plan de prévention du risque inondation a été prescrit le 25 juillet 1998 et approuvé le 26 juillet 2001 sur huit communes de l'agglomération dont Abrest, et un deuxième concernant l'agglomération pour l'aléa « crue à débordement lent de cours d'eau » a été prescrit le 5 octobre 2016 et approuvé le 17 octobre 2018.
La commune est vulnérable au risque de mouvements de terrains constitué principalement du retrait-gonflement des sols argileux. Celui-ci est majoré à la suite d'un glissement actif découvert en 2002 par le BRGM, l'un des huit recensés dans la commune. En outre, un plan de prévention des risques a été approuvé le 22 août 2008. Le retrait-gonflement des sols argileux présente un aléa fort surtout en rive droite (notamment dans les pentes), et faible en rive gauche,. Concernant les mouvements de terrain, la commune a été reconnue en état de catastrophe naturelle au titre des dommages causés par la sécheresse à dix reprises (les derniers arrêtés parus au Journal officiel concernent les événements survenus en 2011, 2016, 2018, 2019 et 2020) et par des mouvements de terrain en 1999.
La commune est aussi concernée par un risque sismique. Selon la classification probabiliste de 2011, elle se situe en zone de sismicité faible (niveau 2), ainsi que ses communes limitrophes à l'exception de Brugheas.

#### Risques technologiques
Le risque de rupture de barrage est présent dans la commune (barrage de Naussac).
Le risque de transport de matières dangereuses sur la commune est lié à sa traversée par des infrastructures routières (les routes départementales 906 — dans le DDRM en vigueur en 2014 — et 131) ou ferroviaires importantes ou la présence d'une canalisation de transport de gaz naturel (ligne de Cusset à Thiers, diamètre 100 mm).
Trois entreprises, non classées SEVESO, sont installées sur le territoire communal. Elles font l'objet, pour deux d'entre elles, d'une autorisation.

#### Risque particulier
Dans plusieurs parties du territoire national, le radon, accumulé dans certains logements ou autres locaux, peut constituer une source significative d'exposition de la population aux rayonnements ionisants. Toutes les communes du département sont concernées par le risque radon à un niveau plus ou moins élevé. La commune d'Abrest est classée à risque modéré.

## Toponymie

### Nom de la commune
Le nom « Abrest » relève d'un groupement forestier, siège d'un ancien prieuré. Il est mentionné en 1282, formé à partir du latin arbor, « arbre » et du suffixe -etum, « verger », selon Marcel Bonin, ou en 1301 dans le Dictionnaire de M. Chazaud.
Selon Ernest Nègre, le nom de cette commune provient de la langue d'oïl arbret, « buisson, arbrisseau ».
Dans le bourbonnais du Croissant, Abrest porte le même nom. La commune est, en effet, située dans le Croissant, zone se rejoignent et se mélangent la langue occitane et la langue d'oïl.
Entre-temps, pour souligner la présence d'une section d'Abrest en rive gauche, la commune a porté le nom d'Abrest-en-Vesse, où Vesse était le nom de Bellerive-sur-Allier utilisé jusqu'en 1903.

### Microtoponymie
Plusieurs lieux-dits situés à proximité de la rivière Allier évoquent les caractéristiques de la plaine alluviale : la Boire, les Sables ou la Forêt (tous trois situés en rive gauche).

## Histoire

### Préhistoire
À l'issue d'une étude archéologique, une hache de bronze a pu être trouvée.

### Temps modernes
Avant 1789, la commune faisait partie de l'ancienne province d'Auvergne.

#### La vigne
Abrest était, avec Le Vernet, Creuzier-le-Vieux voire Saint-Yorre et Cusset, une des principales localités de l'ancienne côte viticole. Les « coteaux d'Abret » furent un des témoignages de ces vignobles qui « se transportent à Paris ». Le travail professionnel de la vigne a perduré jusqu'au début du XXe siècle.
Le village des Biernets, qui s'écrivait alors « Biernay » au XVIIIe siècle, était « le principal bourg viticole de la commune », avec « une forte proportion de vignerons » comprenant « des activités annexes comme la tonnellerie ».
La vigne s'étendait jusqu'à la côte Saint-Amand, en grande partie, ainsi que sur la colline des Dollots, au sud. Cette activité « n'a pas totalement disparu », puisque « deux à trois vignes familiales » subsistent ; les rues des Vignes et du Baril en témoignent.

#### Le port
Abrest avait un petit port sur la rive droite de l'Allier. L'impasse du Vieux-Port en porte encore le témoignage. Ce port vivait sans doute par un important trafic de vin.

### Époque contemporaine
En 1853, un décret impérial autorisait la création d'un pont suspendu à péage. Toute personne devait payer à l'exception des « administrateurs, magistrats, fonctionnaires publics et […] divers agents » pour franchir le pont : ainsi, en 1868, un piéton devait débourser cinq centimes, tout comme les habitants « demeurant sur la rive gauche de l'Allier et se rendant au bourg d'Abrest pour les exercices religieux, état civil, convocation par l'autorité municipale » dans le cas d'un aller-retour ; un cavalier dix centimes ; le tarif variait pour les voitures.
Longtemps commune agricole, la population de la commune a augmenté au début du XXe siècle, du fait de la création d'entreprises et de sa situation entre deux communes représentatives de sources thermales. On comptait, en 1931, 1 300 habitants dont 964 français, soit les trois quarts de la population. 690 résidaient au chef-lieu. Abrest comptait trois sources domaniales (du Dôme, du Lys et Cornélie) et deux d'embouteillage ; les sources du Dôme et du Lys ont été inscrites au titre des monuments historiques en 2022,.

## Politique et administration

### Découpage territorial
La commune d'Abrest est membre de la communauté d'agglomération Vichy Communauté, un établissement public de coopération intercommunale (EPCI) à fiscalité propre créé le 1er janvier 2017 dont le siège est à Vichy. Ce dernier est par ailleurs membre d'autres groupements intercommunaux. De 2001 à 2016, elle faisait partie de la communauté d'agglomération de Vichy Val d'Allier.
Sur le plan administratif, elle est rattachée à l'arrondissement de Vichy, à la circonscription administrative de l'État de l'Allier et à la région Auvergne-Rhône-Alpes. Elle dépendait auparavant du district de Cusset en 1793, de l'arrondissement de Lapalisse (d'abord nommé La Palisse) en 1801 ; le chef-lieu ayant été transféré à Vichy en 1941 ; du canton de Vichy de 1793 à 1801, puis du canton de Cusset de 1801 à 1892, à nouveau du canton de Vichy de 1892 à 1973, du canton de Vichy-Sud de 1973 à 1985 puis du canton de Cusset-Sud de 1985 à mars 2015.
Sur le plan électoral, elle dépend du canton de Vichy-2 pour l'élection des conseillers départementaux, depuis le redécoupage cantonal de 2014 entré en vigueur en 2015, et de la troisième circonscription de l'Allier pour les élections législatives, depuis le dernier découpage électoral de 2010. Avant le redécoupage, le canton de Cusset-Sud dont dépendait Abrest faisait partie de la quatrième circonscription.

### Élections municipales et communautaires

#### Élections de 2020
Le conseil municipal d'Abrest, commune de plus de 1 000 habitants, est élu au scrutin proportionnel de liste à deux tours (sans aucune modification possible de la liste), pour un mandat de six ans renouvelable. Compte tenu de la population communale, le nombre de sièges à pourvoir lors des élections municipales de 2020 est de 23. Aucun candidat n'a été élu au premier tour, le 15 mars 2020. Les vingt-trois conseillers municipaux sont élus au second tour, qui se tient le 28 juin 2020 du fait de la pandémie de Covid-19, avec un taux de participation de 57,30 %, se répartissant en : dix-huit sièges issus de la liste de Romain Lopez et cinq sièges issus de la liste du maire sortant Patrick Montagner.
Les deux sièges attribués à la commune au sein du conseil communautaire de la communauté d'agglomération Vichy Communauté sont issus de la liste de Romain Lopez.
Le conseil municipal est composé de vingt-trois élus, dont cinq adjoints (six à l'installation du conseil municipal).

#### Liste des maires
La commune dispose de deux mairies : la principale, en rive droite, et une mairie annexe, en rive gauche, dans le quartier de la Tour.
| Période                                  | Période                      | Identité                      | Étiquette                     | Qualité |
| ---------------------------------------- | ---------------------------- | ----------------------------- | ----------------------------- | --- |
| Les données manquantes sont à compléter. |                              |                               |                               | |
| vers 1902                                | ?                            | Henri Griffet                 |                               | Géomètre |
| ?                                        | ?                            | René Copet [réf. à confirmer] | UDF puis DVD                  | Artisan Conseiller général du canton de Cusset-Sud (1985-1998) Vice-président du conseil général de l'Allier                                                                                                |
| juin 1995                                | octobre 2009                 | René Boisset                  | PS                            | |
| octobre 2009                             | avril 2014                   | Christian Boch                | DVG                           | Premier adjoint pendant le mandat de René Boisset (2008-2009) |
| avril 2014                               | 5 juillet 2020               | Patrick Montagner             | DVG puis DVD[réf. nécessaire] | Dessinateur retraité de la fonction publique Vice-président de la communauté d'agglomération (voirie communautaire et liaisons routières) Premier adjoint pendant les deux premiers mandats de René Boisset |
| 5 juillet 2020                           | En cours (au 9 janvier 2024) | Romain Lopez                  | SE-DVD                        | Directeur de société Conseiller départemental du canton de Vichy-2 (depuis 2021) |

### Autres élections
Lors des élections européennes de 2019, la participation à Abrest est supérieure à la moyenne (53,58 % contre 50,12 % au niveau national). La liste du Rassemblement national arrive en tête de la commune, avec 29,28 % des voix, contre 23,34 % au niveau national. La liste de La République en marche réalise 21,19 % des suffrages, contre 22,42 % au niveau national. La liste d'Europe Écologie Les Verts obtient 8,95 % des voix, contre 13,48 % au niveau national. La liste Les Républicains obtient 8,19 % des votes, contre 8,48 % au niveau national. La liste de La France insoumise obtient 6,19 % des voix, contre 6,31 % au niveau national. Les autres listes obtiennent des scores inférieurs à 5 %.
Aux élections présidentielles, la majorité des électeurs ont voté pour le candidat vainqueur (Jacques Chirac en 2002 ; Nicolas Sarkozy en 2007 ; Emmanuel Macron en 2017, sauf en 2012 où Nicolas Sarkozy a recueilli le plus de voix dans la commune, malgré la victoire de François Hollande).
Les élections régionales sont elles aussi marquées par la victoire du candidat élu par la suite au conseil régional dans la commune : ainsi, en 2004, Pierre-Joël Bonté (président élu du conseil régional d'Auvergne) a recueilli 54,62 % des voix ; en 2010, René Souchon a obtenu 56,92 % des voix. En 2015, Laurent Wauquiez, élu par la suite président du conseil régional d'Auvergne-Rhône-Alpes, a obtenu 38,62 % des voix, contre 30,81 % pour le FN, pourtant arrivé en tête au premier tour, où cette part s'est accrue depuis les élections européennes.
Aux élections municipales de 2014, le premier tour n'a pas désigné de maire dans l'immédiat, même si Patrick Montagner avait recueilli le plus de voix (40,43 %). Au second tour, il est élu avec 42,86 % des voix et obtient dix-sept sièges au conseil municipal, deux au conseil communautaire. Le maire sortant, Christian Boch, s'est représenté mais pas en tête de liste : il est toutefois élu au conseil municipal de la liste de Fernand Minard, qui arrive en deuxième position avec 37,61 % des voix. Le taux de participation s'élève à 69,77 %. Le maire sortant est battu en 2020 au second tour.
Aux élections départementales de 2015, le binôme Frédéric Aguilera - Évelyne Voitellier, élu dans le canton de Vichy-2, a recueilli 64,04 % des suffrages exprimés. 52,35 % des électeurs ont voté (1 069 votants sur 2 042 inscrits).

### Finances locales
En 2012, les produits et charges de fonctionnement s'élevaient respectivement à 1,876 et 1,52 million d'euros.
|                             | Commune d'Abrest | CA de Vichy Val d'Allier |
| --------------------------- | ---------------- | ------------------------ |
| Produits de fonctionnement  | 677 €/habitant   | 623 €/habitant           |
| Charges de fonctionnement   | 549 €/habitant   | 565 €/habitant           |
| Ressources d'investissement | 204 €/habitant   | 236 €/habitant           |
| Emplois d'investissement    | 227 €/habitant   | 336 €/habitant           |
| Endettement                 | 925 €/habitant   | 1 013 €/habitant         |

La strate désignée correspond aux communes de 2 000 à 3 500 habitants. Par rapport aux communes de la strate concernée, la commune a une capacité de fonctionnement moins élevée que la moyenne, mais plus que la communauté d'agglomération, à l'inverse des charges de fonctionnement. En outre, la commune s'endette de 925 € par habitant, plus élevée que la moyenne des communes de la strate (716 €).

## Équipements et services publics

### Eau, assainissement et déchets
Le SICTOM Sud Allier (dont la commune adhère depuis sa création en 1982) assure la compétence « gestion des déchets » sur le territoire communal, contrairement aux communes de Vichy, Cusset et Bellerive-sur-Allier où elle est assurée par la communauté d'agglomération Vichy Communauté. Les déchèteries les plus proches sont à Saint-Yorre (gérée par le SICTOM) et à Cusset (gérée par Vichy Communauté),.
La commune effectue la collecte sélective « au porte à porte » depuis 2009.
L'assainissement collectif est géré par Vichy Communauté. Abrest possédait, au 31 décembre 2014, un réseau d'eaux usées de 27,9 km de long, un réseau d'eaux pluviales de 22,7 km ainsi que six postes de refoulement télé-surveillés. La station d'épuration de Creuzier-le-Vieux traite les effluents à 95 % ; le reste étant assuré par la station d'épuration de Saint-Yorre.[Passage à actualiser]
L'alimentation en eau potable de la commune est assurée, dans la commune, par Vichy Communauté depuis le 1er janvier 2020.

### Enseignement

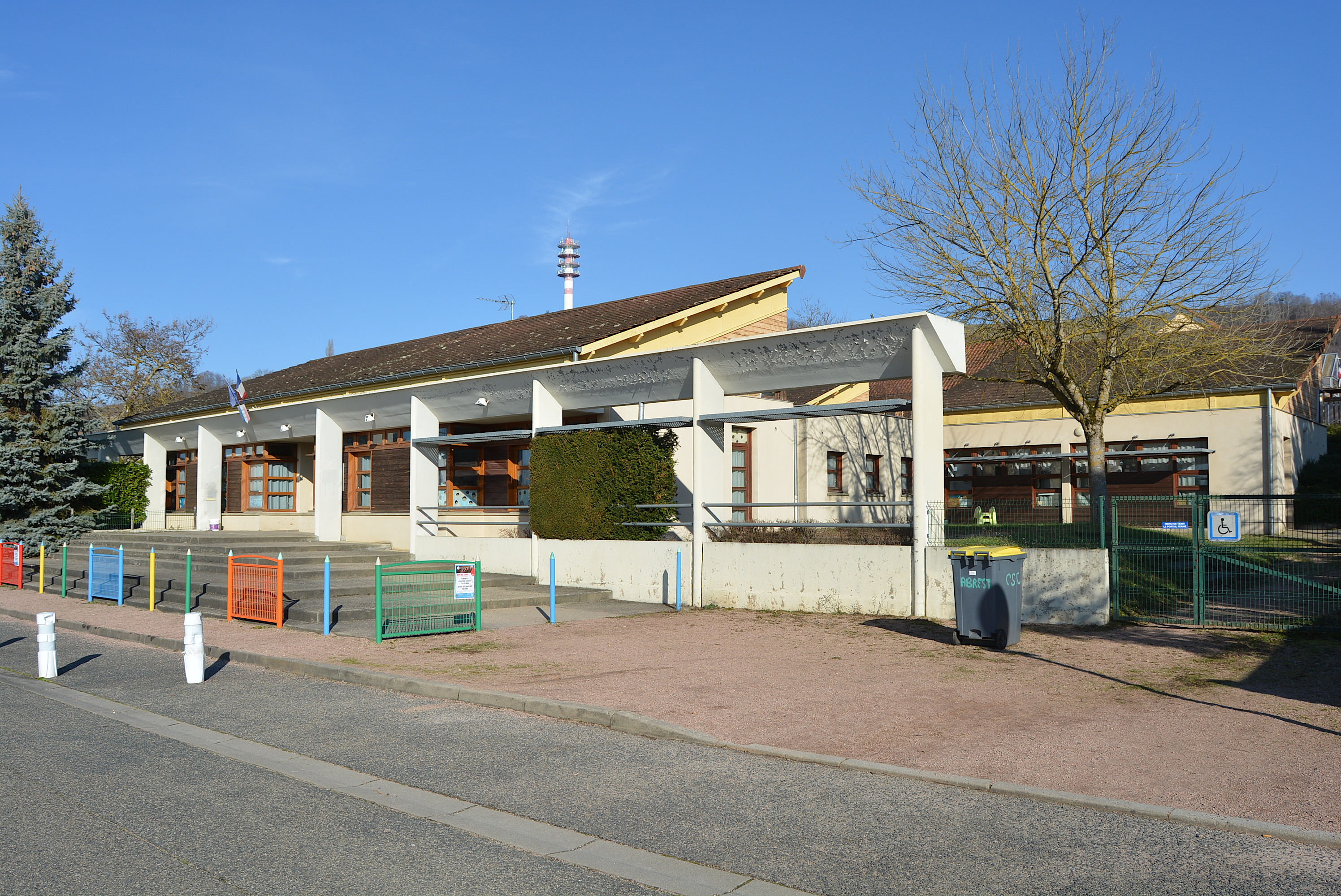
L'école élémentaire.

Abrest dépend de l'académie de Clermont-Ferrand. Elle gère une école élémentaire publique. En 2006, un aménagement de sécurité a été réalisé sur les rues du Treuil et de la Croux, bordant l'école[réf. incomplète],[réf. incomplète], renforcé et complété en 2015 par un parking et un giratoire.
Les élèves poursuivent leur scolarité au collège des Célestins à Vichy, puis au lycée Albert-Londres, à Cusset.

### Santé
Une pharmacie est localisée sur l'avenue de Vichy. L'hôpital le plus proche, le centre hospitalier Jacques-Lacarin, situé sur la commune de Vichy, assure les urgences.
Un établissement de santé, tenu par une association locale créée en octobre 2023, ouvrira en décembre 2024 sur le site de l'ancien restaurant La Colombière (fermé en 2020), au sud de la commune. Il accueillera des soignants.

### Culture
Depuis 2006, la commune gère un centre socio-culturel et une bibliothèque municipale.
La salle polyvalente Camille-Claudel, située près de la mairie et inaugurée en 2010, accueille les cérémonies du maire et des expositions.

### Justice, sécurité, secours et défense
Abrest dépend de la cour administrative d'appel de Lyon, de la cour d'appel de Riom, du tribunal administratif de Clermont-Ferrand, du tribunal de proximité de Vichy et des tribunaux judiciaire et de commerce de Cusset.

## Population et société

### Démographie
Les habitants de la commune sont appelés les Abrestois et les Abrestoises.

#### Évolution de la population
L'évolution du nombre d'habitants est connue à travers les recensements de la population effectués dans la commune depuis 1793. Pour les communes de moins de 10 000 habitants, une enquête de recensement portant sur toute la population est réalisée tous les cinq ans, les populations de référence des années intermédiaires étant quant à elles estimées par interpolation ou extrapolation. Pour la commune, le premier recensement exhaustif entrant dans le cadre du nouveau dispositif a été réalisé en 2005.

En 2022, la commune comptait 2 927 habitants, en évolution de +0,14 % par rapport à 2016 (Allier : −1,38 %, France hors Mayotte : +2,11 %).
| 1793 | 1800 | 1806 | 1821 | 1831 | 1836 | 1841 | 1846 | 1851 |
| ---- | ---- | ---- | ---- | ---- | ---- | ---- | ---- | ---- |
| 751  | 957  | 822  | 828  | 820  | 845  | 906  | 903  | 876  |

| 1856 | 1861 | 1866 | 1872 | 1876 | 1881 | 1886 | 1891 | 1896 |
| ---- | ---- | ---- | ---- | ---- | ---- | ---- | ---- | ---- |
| 866  | 860  | 919  | 913  | 887  | 868  | 875  | 834  | 803  |

| 1901 | 1906 | 1911 | 1921 | 1926  | 1931  | 1936  | 1946  | 1954  |
| ---- | ---- | ---- | ---- | ----- | ----- | ----- | ----- | ----- |
| 829  | 806  | 875  | 896  | 1 036 | 1 300 | 1 210 | 1 311 | 1 479 |

| 1962  | 1968  | 1975  | 1982  | 1990  | 1999  | 2005  | 2006  | 2010  |
| ----- | ----- | ----- | ----- | ----- | ----- | ----- | ----- | ----- |
| 1 874 | 2 026 | 2 248 | 2 309 | 2 544 | 2 428 | 2 500 | 2 530 | 2 732 |

| 2015  | 2020  | 2022  | - | - | - | - | - | - |
| ----- | ----- | ----- | - | - | - | - | - | - |
| 2 904 | 2 899 | 2 927 | - | - | - | - | - | - |

L'augmentation quasi-continue de la population (sauf dans les années 1990) s'explique par sa proximité avec Vichy et sa situation (« coteaux bien exposés »). Elle est surtout marquée par un solde migratoire positif (+ 1,0 % entre 1999 et 2009 et + 0,3 % entre 2014 et 2020). Le solde naturel est quasi nul sur ces deux intervalles. Les perspectives du schéma de cohérence territoriale et du programme local de l'habitat prévoient une augmentation de population d'ici 2030, pour atteindre 3 000 habitants.

#### Pyramide des âges
En 2021, le taux de personnes d'un âge inférieur à 30 ans s'élève à 30,0 %, soit au-dessus de la moyenne départementale (29,0 %). À l'inverse, le taux de personnes d'âge supérieur à 60 ans est de 30,4 % la même année, alors qu'il est de 35,6 % au niveau départemental.
En 2021, la commune comptait 1 460 hommes pour 1 459 femmes, soit un taux de 50,02 % d'hommes, légèrement supérieur au taux départemental (47,97 %).
Les pyramides des âges de la commune et du département s'établissent comme suit :
| Hommes | Classe d’âge | Femmes |
| ------ | ------------ | ------ |
| 0,6    | 90 ou +      | 1,3    |
| 8,3    | 75-89 ans    | 9,6    |
| 20,3   | 60-74 ans    | 20,8   |
| 21,9   | 45-59 ans    | 21,5   |
| 18,0   | 30-44 ans    | 17,7   |
| 12,7   | 15-29 ans    | 12,8   |
| 18,3   | 0-14 ans     | 16,3   |

| Hommes | Classe d’âge | Femmes |
| ------ | ------------ | ------ |
| 1,2    | 90 ou +      | 3      |
| 10     | 75-89 ans    | 13,4   |
| 21,3   | 60-74 ans    | 22     |
| 20,6   | 45-59 ans    | 19,6   |
| 15,7   | 30-44 ans    | 15     |
| 15,6   | 15-29 ans    | 12,9   |
| 15,7   | 0-14 ans     | 14     |

### Manifestations culturelles et festivités
Depuis 2001, la ville d'Abrest organise une foire bio en mai ou juin.

### Sports et loisirs

#### Équipements sportifs
Le stade des Graviers est un terrain de football localisé à proximité de la rivière Allier. Son club résident, l'US Abrest, évolue en promotion de district départemental[Passage à actualiser].
La base permanente des équipements de 2014 recense un boulodrome, deux courts de tennis, un plateau ou terrain de jeux extérieurs, un terrain de grands jeux comprenant deux terrains de pratique de sports collectifs, l'un d'eux étant éclairé (le stade des Graviers), une salle non spécialisée où est pratiquée au moins une activité physique ou sportive, ainsi qu'un gymnase et un circuit de boucle de randonnée.

#### Loisirs
La pratique de la pêche est possible sur le site de la boire Pierre Talon (7 ha avec un recul de 2,5 ha). La pêche de la carpe y est autorisée toute l'année et même de nuit.
En 2018, la commune, en association avec la communauté d'agglomération et le département, a aménagé un itinéraire de randonnée sur les bords de l'Allier, en rive droite, pour un montant de plus de 360 000 €. En 2020, Vichy Communauté a aménagé les boucles des Sources et des Isles, passant au plus près de la rivière Allier : la première passe par Saint-Yorre et Hauterive, la deuxième remonte la rivière jusqu'au pont de Bellerive. Les deux itinéraires franchissent le viaduc ferroviaire. La Via Allier, qui relie Saint-Yorre à Billy sur le territoire de l'intercommunalité, passe en rive gauche.

### Médias
La tour de télécommunications, d'une hauteur de 95 m et construite vers 1975, à la frontière avec la commune du Vernet sur le site des Hurlevents, domine l'agglomération de Vichy. Elle assure la diffusion de radios nationales en FM, comme RTL, Europe 1, RFM, RMC, ainsi que des radios locales. France Bleu est captée sur 102.5, avec les décrochages locaux de France Bleu Pays d'Auvergne.
La diffusion de la télévision est assurée par l'émetteur TDF de Cusset. Les foyers peuvent recevoir les chaînes de la TNT gratuite, avec les décrochages régionaux de France 3 Auvergne.
Abrest est couverte par les titres de presse suivants :
- La Montagne, journal de la presse quotidienne régionale (édition de Vichy) ;
- La Semaine de l'Allier, journal hebdomadaire (édition de Vichy).

Un bulletin municipal (Abrest Infos le mag) et une lettre d'information (Abrest Infos la lettre) sont édités deux fois par an par la municipalité.[réf. nécessaire]

## Économie

### Revenus de la population et fiscalité
En 2011, le revenu fiscal médian par ménage s'élevait à 30 330 €, ce qui plaçait Abrest au 15 265e rang des communes de plus de quarante-neuf ménages en métropole.

### Emploi
En 2021, la population âgée de 15 à 64 ans s'élevait à 1 734 personnes, parmi lesquelles on comptait 78,4 % d'actifs dont 70,3 % ayant un emploi et 8,1 % de chômeurs.
En 2021, la commune comptait 1 394 actifs âgés de 15 à 64 ans, dont 1 263 avaient un emploi. Le nombre d'employés (433) était plus important que celui d'ouvriers (363) ou de professions intermédiaires (307).
La commune avait connu, à la fin des années 2000, une croissance exceptionnelle du nombre d'emplois (hausse de 41 % en 2009 par rapport à 1999). La tendance s'est inversée entre 2010 et 2021 : on comptait 912 emplois dans la zone d'emploi (contre 1 188 en 2010). Le nombre d'actifs ayant un emploi résidant dans la zone étant de 1 228, l'indicateur de concentration d'emploi s'élève à 74,3 % (contre 104,7 % en 2010), ce qui signifie que la commune offre moins d'un emploi par habitant actif.
La répartition de ces emplois par catégorie socio-professionnelle et par secteur d'activité est la suivante :
| Échelle               | Agriculteurs exploitants | Artisans, commerçants, chefs d'entreprise | Cadres et professions intellectuelles supérieures | Professions intermédiaires | Employés | Ouvriers |
| --------------------- | ------------------------ | ----------------------------------------- | ------------------------------------------------- | -------------------------- | -------- | -------- |
| Commune               | 0,6 %                    | 6,1 %                                     | 9,6 %                                             | 28,6 %                     | 20,7 %   | 34,5 %   |
| Département           | 3,8 %                    | 7,3 %                                     | 9,9 %                                             | 23,8 %                     | 30,8 %   | 24,4 %   |
| France métropolitaine | 1,4 %                    | 7,0 %                                     | 19,4 %                                            | 26,2 %                     | 26,5 %   | 19,4 %   |

| Échelle               | Agriculture | Industrie | Construction | Commerce, transports, services divers | Administration publique, enseignement, santé, action sociale |
| --------------------- | ----------- | --------- | ------------ | ------------------------------------- | ------------------------------------------------------------ |
| Commune               | 1,1 %       | 20,2 %    | 21,0 %       | 50,3 %                                | 7,3 %                                                        |
| Département           | 4,7 %       | 15,8 %    | 6,4 %        | 37,5 %                                | 35,6 %                                                       |
| France métropolitaine | 2,4 %       | 11,7 %    | 6,5 %        | 48,0 %                                | 31,4 %                                                       |

1 040 des 1 228 personnes âgées de quinze ans ou plus (soit 84,7 %) sont des salariés. Seuls 13,4 % des actifs travaillent dans la commune de résidence.

### Entreprises et commerces
La zone d'activités de la Tour, gérée par la communauté d'agglomération Vichy Communauté, est implantée en rive gauche. Elle s'étend sur vingt hectares et accueille des entreprises du domaine de l'industrie de pointe ; néanmoins, elle est défavorablement placée vis-à-vis du risque d'inondation.
En 2021, Abrest comptait 215 unités légales économiquement actives, dont 63 dans le commerce de gros et de détail, les transports, l'hébergement ou la restauration, 41 dans la construction et 32 dans les activités spécialisées, scientifiques et techniques ou les activités de services administratifs et de soutien, ainsi que 229 établissements.

#### Agriculture
La commune appartient à la région agricole du Val d'Allier, zone du sud du département couvrant une grande partie de la Limagne bourbonnaise.
L'activité agricole de la commune est une des plus faibles du département de l'Allier. Au recensement agricole de 2010, la commune comptait six exploitations agricoles, en nette diminution par rapport à 2000 (8) et à 1988 (15).
La superficie agricole utilisée sur ces exploitations est de 128 hectares en 2010. Toutes ces exploitations sont individuelles.

#### Industrie
Abrest abrite le siège des automobiles Ligier, spécialisées dans la construction de voiturettes.
En 2011, SAEB – Anciens Établissements Barbier et Brooks Instrument France possédaient leur siège dans la commune.
On retrouve les entreprises du BTP Auvergne Dallage, Sopromeco, Guelpa, Grands Dragages du Centre, CMV ROSSIGNOL, Constructions Industrielles – Cosinus.

#### Activités de service
La commune compte plusieurs commerces, dont une épicerie et une boulangerie.
Il existe aussi un bureau de poste, un distributeur automatique de billets de banque (La Banque postale), un bar-tabac et quatre restaurants, dont un sur la rive gauche de la rivière Allier.
En 2011, le Panorama des Entreprises La Montagne-Centre France liste Gedimat et Ulimed dans le commerce ; NSE Services et RLD 1 - Vichy dans les services.
Au 1er janvier 2024, la commune comptait un camping trois étoiles de 91 emplacements : le camping de la Croix-Saint-Martin.

## Culture et patrimoine

### Lieux et monuments

#### Architecture religieuse
- Église Saint-Hilaire, d'origine gothique, presque entièrement reconstruite au XIXe siècle. Celle-ci date de 1793[ABR 4].
- Ancienne église paroissiale du diocèse de Clermont, fortifiée à la fin du XVIe siècle[ABR 4].

#### Architecture civile
- Vestiges du château dans le bourg : tour-pigeonnier, partie reconstruite au XIXe siècle[ABR 4].
- Château de Chaussins des XIVe, XVe et XVIe siècles. Les douves, la cheminée gothique, la galerie, les élévations, le logis, la toiture et les décors intérieur sont inscrits au titre des monuments historiques, par arrêté du 5 août 1980[103]. Le château bâti vers 1438 se présente sous la forme d'une enceinte quadrangulaire flanquée de tours rondes, entourée de fossés en eau larges de 25 mètres[104]. En outre, à l'intérieur, on trouve deux cheminées Renaissance et des restes de peintures murales.
- Château de Quinssat (XVIIe siècle)[ABR 4].
- Tour médiévale du Maubet. Mentionnée au XIIIe siècle[ABR 4].

#### Autres lieux
- Jardins de la Chenevière, sur la route de Quinssat. Parc arboré et floral en terrasses, parcouru d'eau, dans un vallon. Vestiges d'une tour de surveillance du XIe siècle. Chapelle orthodoxe de l'Eglise roumaine. Visite de mai à septembre.
- Un monument aux morts est érigé place Jean-Moulin, au nord de l'église.

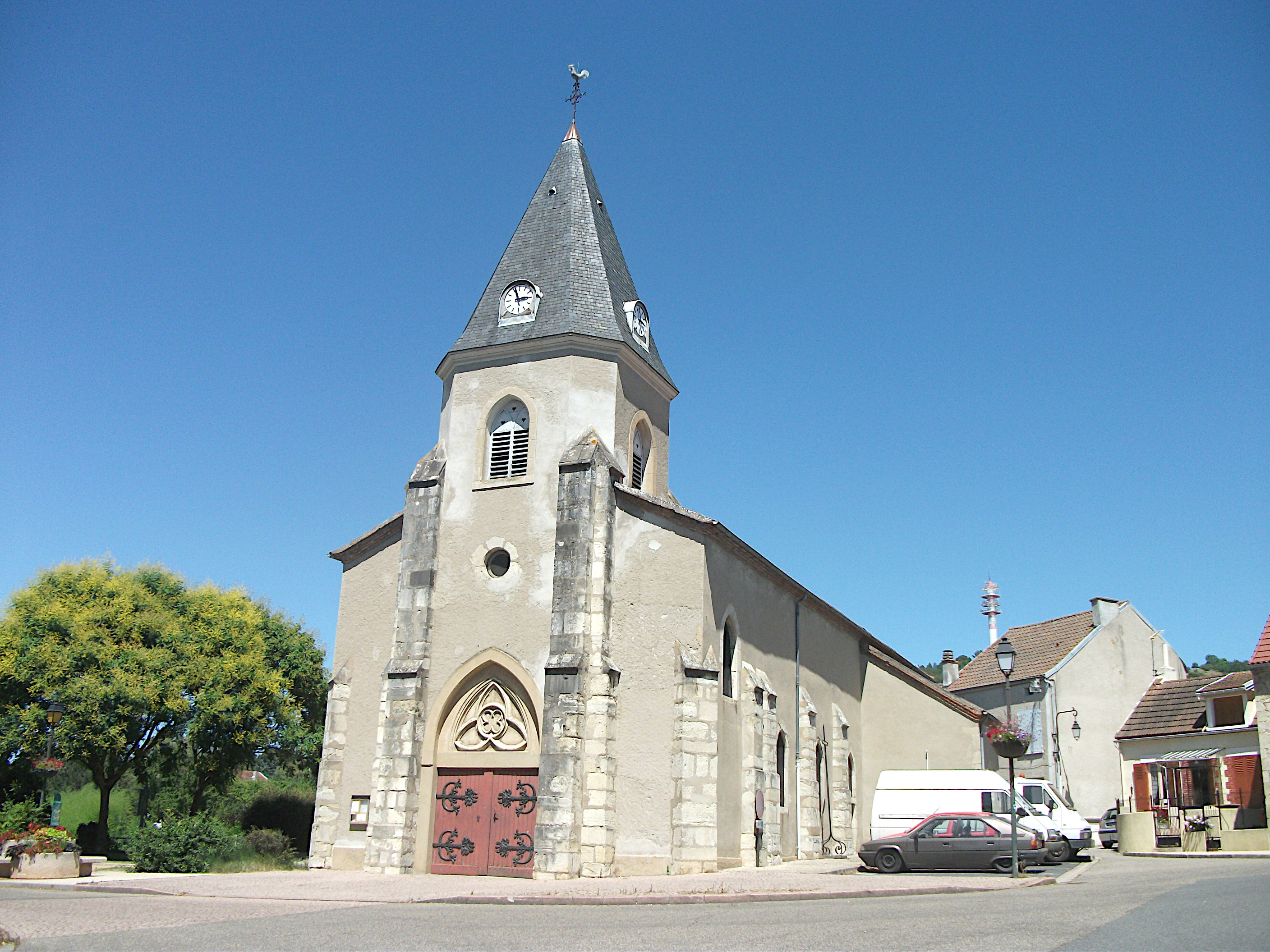
Église Saint-Hilaire.
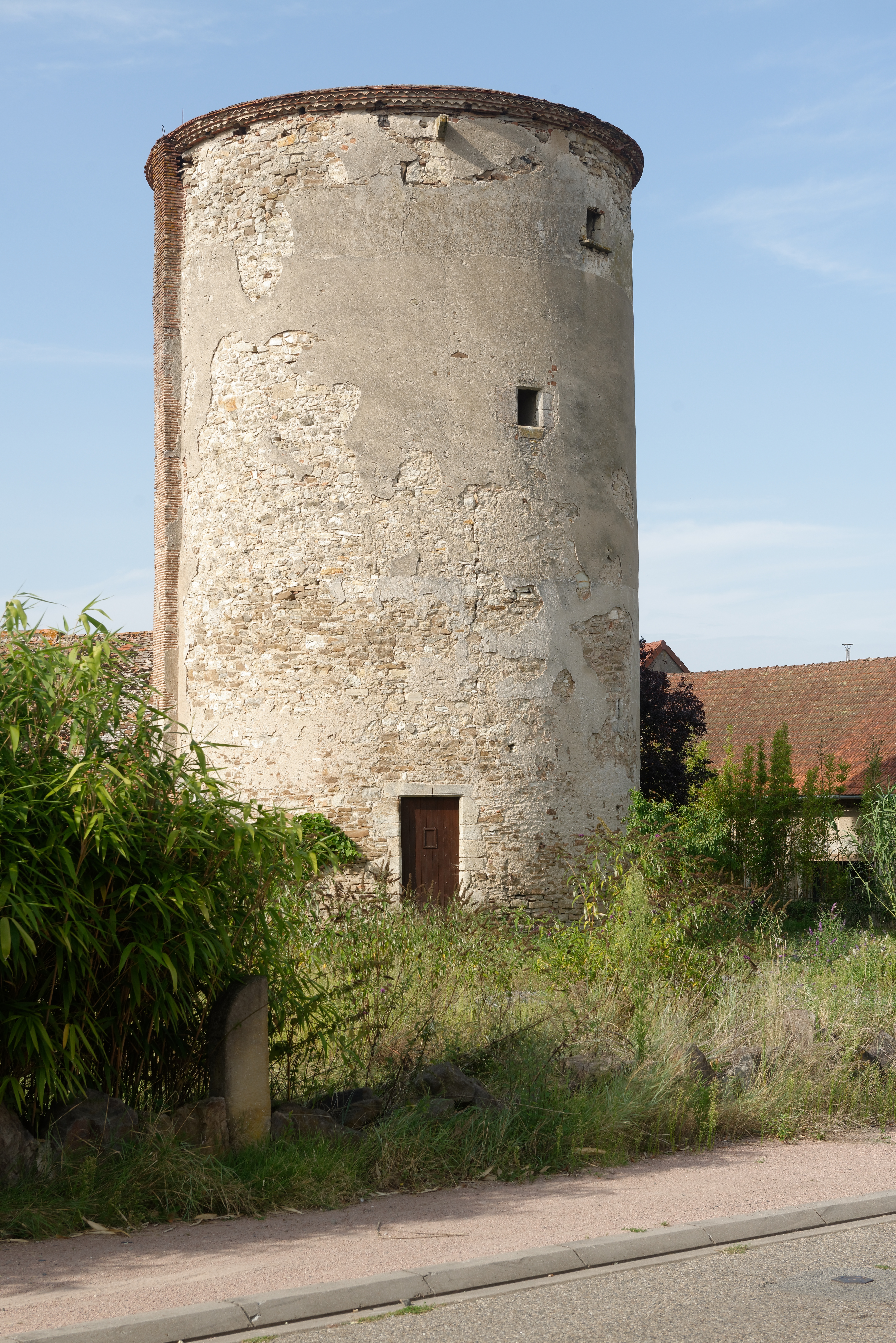
Tour, en rive gauche.
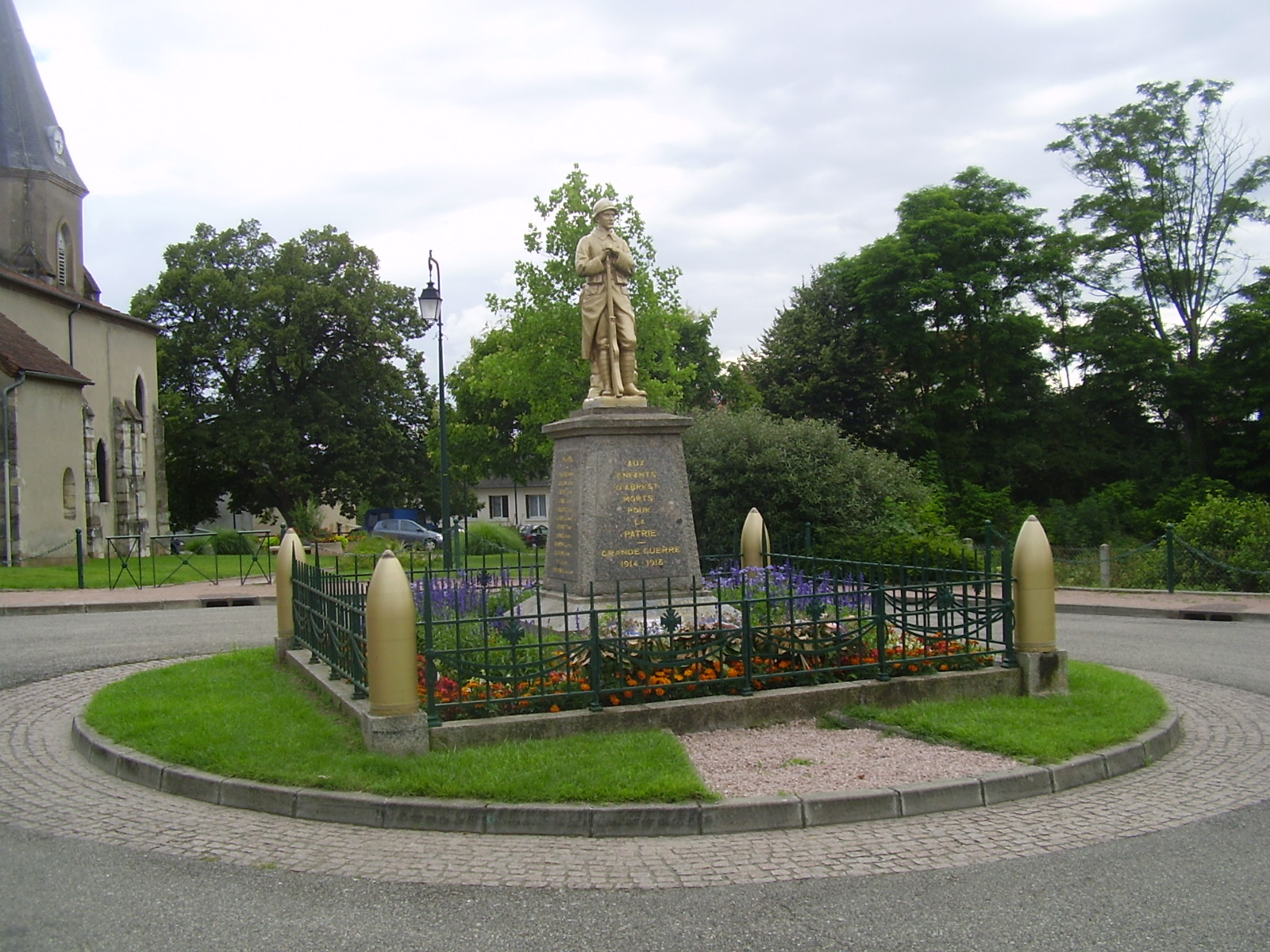
Monument aux morts.

### Personnalités liées à la commune
- Louis Justin Marie de Talaru, propriétaire du château de Chaussins avant la Révolution.
- Ange-François de Talaru de Chalmazel (né le 14 mai 1727 au château de Chaussins à Abrest et mort à Londres le 20 mars 1798), évêque de Coutances de 1764 à 1790 et député du clergé aux États généraux de 1789.
- André de Soixon, issu d'une « petite noblesse provinciale », a résidé une partie de sa vie et a contribué à l'évolution du bourg « en y reconstruisant des maisons ou en aidant les villageois »[ABR 14].

### Héraldique
Le blasonnement de la commune d'Abrest est : D'argent à la bande d'azur évidée en forme du chiffre 8 ; à l'inscription « ABREST » en lettres capitales de gueules, les lettres décroissantes par le bas des flancs vers le centre, l'inscription accostée de deux tours couvertes d'or ajourée de sable, le tout enfermé dans une bordure réduite de pourpre.
Le blason a été créé en 1999 par MM. Baujard et Deplat.